# Liste der Kulturdenkmale in Pirna (nördliche Stadtteile)

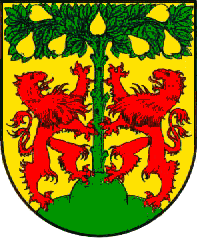
Stadtwappen

In der Liste der Kulturdenkmale in Pirna (nördliche Stadtteile) sind sämtliche Kulturdenkmale der sächsischen Stadt Pirna verzeichnet, die bis August 2017 vom Landesamt für Denkmalpflege Sachsen erfasst wurden und die in den rechtselbisch gelegenen Stadtteilen von Pirna liegen. Im Einzelnen handelt es sich um die Gemarkungen Birkwitz, Bonnewitz, Copitz, Hinterjessen, Liebethal, Mockethal, Posta mit Nieder- und Oberposta, Pratzschwitz, Zatzschke sowie die zu Graupa gehörenden Gemarkungen Großgraupa, Kleingraupa, Neugraupa und Vorderjessen. Die Anmerkungen sind zu beachten.
Diese Liste ist eine Teilliste der Liste der Kulturdenkmale in Pirna.
Diese Liste ist eine Teilliste der Liste der Kulturdenkmale in Sachsen.

## Legende
- Bild: Bild des Kulturdenkmals, ggf. zusätzlich mit einem Link zu weiteren Fotos des Kulturdenkmals im Medienarchiv Wikimedia Commons. Wenn man auf das Kamerasymbol klickt, können Fotos zu Kulturdenkmalen aus dieser Liste hochgeladen werden:
- Bezeichnung: Denkmalgeschützte Objekte und ggf. Bauwerksname des Kulturdenkmals
- Lage: Straßenname und Hausnummer oder Flurstücknummer des Kulturdenkmals. Die Grundsortierung der Liste erfolgt nach dieser Adresse. Der Link (Karte) führt zu verschiedenen Kartendiensten mit der Position des Kulturdenkmals. Fehlt dieser Link, wurden die Koordinaten noch nicht eingetragen. Sind diese bekannt, können sie über ein Tool mit einer Kartenansicht einfach nachgetragen werden. In dieser Kartenansicht sind Kulturdenkmale ohne Koordinaten mit einem roten bzw. orangen Marker dargestellt und können durch Verschieben auf die richtige Position in der Karte mit Koordinaten versehen werden. Kulturdenkmale ohne Bild sind an einem blauen bzw. roten Marker erkennbar.
- Datierung: Baubeginn, Fertigstellung, Datum der Erstnennung oder grobe zeitliche Einordnung entsprechend des Eintrags in der sächsischen Denkmaldatenbank
- Beschreibung: Kurzcharakteristik des Kulturdenkmals entsprechend des Eintrags in der sächsischen Denkmaldatenbank, ggf. ergänzt durch die dort nur selten veröffentlichten Erfassungstexte oder zusätzliche Informationen
- ID: Vom Landesamt für Denkmalpflege Sachsen vergebene, das Kulturdenkmal eindeutig identifizierende Objekt-Nummer. Der Link führt zum PDF-Denkmaldokument des Landesamtes für Denkmalpflege Sachsen. Bei ehemaligen Kulturdenkmalen können die Objektnummern unbekannt sein und deshalb fehlen bzw. die Links von aus der Datenbank entfernten Objektnummern ins Leere führen. Ein ggf. vorhandenes Icon  führt zu den Angaben des Kulturdenkmals bei Wikidata.

## Liste der Kulturdenkmale in Pirna (nördliche Stadtteile)

### Birkwitz
| Bild                                    | Bezeichnung                                                 | Lage                                    | Datierung                       | Beschreibung                                                                                                   | ID       |
| --------------------------------------- | ----------------------------------------------------------- | --------------------------------------- | ------------------------------- | --- | -------- |
| Direkt Bild zu diesem Denkmal hochladen | Stütz- und Böschungsmauer zur Elbe, mit Treppen             | Altbirkwitz (Karte)                     | 19. Jh. (Stützmauer)            | ortsbildprägend von Bedeutung                                                                                  | 09229980 |
|                                         | Wohnstallhaus eines ehemaligen Bauernhofes, mit Toreinfahrt | Altbirkwitz 11 (Karte)                  | bezeichnet 1795 (Wohnstallhaus) | baugeschichtlich und sozialgeschichtlich von Bedeutung, schöne Portale mit Schlusssteinen                      | 09221321 |
|                                         | Scheune eines Anwesens                                      | Altbirkwitz 20 (Karte)                  | 1714 Dendro (Scheune)           | Fachwerkscheune eines kleinen ländlichen Anwesens, baugeschichtlich und wirtschaftsgeschichtlich von Bedeutung | 09229979 |
| Direkt Bild zu diesem Denkmal hochladen | Alte Schule Birkwitz                                        | Pratzschwitzer Straße 211 (Karte)       | bezeichnet 1896 (Schule)        | Schulgebäude; baugeschichtlich und ortsgeschichtlich von Bedeutung, ein Gründerzeitgebäude                     | 09222651 |
| Weitere Bilder                          | Wegestein                                                   | Pratzschwitzer Straße 220 (bei) (Karte) | 19. Jh. (Wegestein)             | verkehrsgeschichtlich von Bedeutung, steinerner Wegestein mit profiliertem Aufsatz                             | 09222652 |
|                                         | Gedenkstein                                                 | Söbrigener Straße (Karte)               | bezeichnet 1863 (Gedenkstein)   | für drei in der Elbe ertrunkene Unteroffiziere, ortsgeschichtlich von Bedeutung                                | 09221319 |

### Bonnewitz
| Bild                                    | Bezeichnung | Lage                                     | Datierung | Beschreibung | ID       |
| --------------------------------------- | --- | ---------------------------------------- | --- | --- | -------- |
|                                         | Wohnstallhaus (Fachwerk) eines ehem. Bauernhofes, dazu drei Torpfeiler                                                                                       | Am Bonnewitzer Rundling 1 (Karte)        | bezeichnet 1753 (Wohnstallhaus) | baugeschichtlich und sozialgeschichtlich von Bedeutung, mit drei Korbbogentüren, eine im Schlussstein bezeichnet | 09223266 |
|                                         | Ehem. Wohnstallhaus eines Bauernhofes (Fachwerk), dazu Pflasterung im Hof sowie zwei Torpfeiler                                                              | Am Bonnewitzer Rundling 3 (Karte)        | bezeichnet 1783 (Wohnstallhaus) | baugeschichtlich und sozialgeschichtlich von Bedeutung, die Korbbogentür im Schlussstein bezeichnet | 09223267 |
|                                         | Wohnstallhaus (Fachwerk) und Seitengebäude (Fachwerk) eines Bauernhofes                                                                                      | Am Bonnewitzer Rundling 4 (Karte)        | 2. Hälfte 18. Jh. (Wohnstallhaus) | baugeschichtlich und sozialgeschichtlich von Bedeutung, Wohnstallhaus mit zwei Korbbogentüren und im Giebel mit Palladio-Motiv | 09223268 |
| Direkt Bild zu diesem Denkmal hochladen | Bauernhof mit Wohnstallhaus (Fachwerk) und Scheune | Am Bonnewitzer Rundling 7 (Karte)        | Mitte 19. Jh. (Wohnstallhaus) | baugeschichtlich und sozialgeschichtlich von Bedeutung | 09223269 |
|                                         | Ehem. Wohnstallhaus (Fachwerk) | Am Bonnewitzer Rundling 10 (Karte)       | Anfang 19. Jh. (Wohnstallhaus) | baugeschichtlich und sozialgeschichtlich von Bedeutung | 09223277 |
|                                         | Wohnstallhaus (Fachwerk) | Am Bonnewitzer Rundling 12 (Karte)       | bezeichnet 1773 (Wohnstallhaus) | baugeschichtlich und sozialgeschichtlich von Bedeutung, ortsbildprägende Lage, im Schlussstein der Tür bezeichnet 1773 | 09223275 |
|                                         | Bauernhof (Dreiseithof) mit Wohnstallhaus (Fachwerk) und Scheune sowie Auszüglerhaus (Fachwerk, teilweise verputzt), dazu Reste der alten Pflasterung im Hof | Am Bonnewitzer Rundling 13; 14 (Karte)   | Ende 18. Jh. (Wohnstallhaus) | baugeschichtlich, wirtschaftsgeschichtlich und sozialgeschichtlich von Bedeutung, ortsbildprägender Bauernhof, Giebel am Wohnstallhaus verschiefert, Fachwerkgiebel am Auszüglerhaus mit Kopfstreben | 09223274 |
|                                         | Bauernhof (Dreiseithof) mit Wohnstallhaus (Fachwerk), Seitengebäude (Fachwerk), Scheune und zwei Erdkellern, dazu Torbogen und Pforte                        | Am Bonnewitzer Rundling 15 (Karte)       | 18. Jh. (Dreiseithof), bezeichnet 1784 (Wohnstallhaus), bezeichnet 1797 (Seitengebäude), bezeichnet 1799 (Toreinfahrt), bezeichnet 1924 (Scheune) | baugeschichtlich, wirtschaftsgeschichtlich und sozialgeschichtlich von Bedeutung, ortsbildprägender Bauernhof, Wohnstallhaus mit Korbbogentür (im Schlussstein bezeichnet 1784), Seitengebäude im Türgewände bezeichnet 1797, ortsbildprägende sandsteinerne Torwand (Torbogen bezeichnet 1799, über dem Schlussstein der Pforte unleserliche Inschrift) | 09223270 |
| Direkt Bild zu diesem Denkmal hochladen | Bauernhof mit Wohnstallhaus (Fachwerk, verkleidet), Scheune und daran angebautem Stallgebäude, dazu Pflasterung im Hof                                       | Dorfstraße 14 (Karte)                    | bezeichnet 1841 (Wohnstallhaus) | baugeschichtlich, wirtschaftsgeschichtlich und sozialgeschichtlich von Bedeutung, Wohnstallhaus im Türsturz bezeichnet 1841 | 09223276 |
| Direkt Bild zu diesem Denkmal hochladen | Ehem. Wohnstallhaus (Fachwerk, verputzt) mit angebauter Scheune                                                                                              | Hohnsteiner Weg 5 (Karte)                | um 1800 (Wohnstallhaus) | baugeschichtlich und sozialgeschichtlich von Bedeutung | 09223279 |
|                                         | Wohnhaus (Umgebinde) | Im Grund 1 (Karte)                       | 18. Jh. (Wohnhaus) | Obergeschoss Fachwerk, baugeschichtlich, hausgeschichtlich und sozialgeschichtlich von Bedeutung, ein in der Umgebung von Pirna nur noch selten anzutreffendes Umgebindehaus | 09223278 |
| Direkt Bild zu diesem Denkmal hochladen | Zwei Türgewände eines Wohnstallhauses und Hofmauer (an der Wünschendorfer Straße) mit Torbogen und Pforte                                                    | Martin-Kretschmer-Straße 2; 4 (Karte)    | 1759, zwei Türgewände (Gebäudeteil) | Türgewände bezeichnet 1759, in der Torwand mehrere eingemauerte bezeichnet Steine, einer bezeichnet1770, heimatgeschichtliche und städtebauliche Bedeutung (letzteres f. d. Hofmauer) | 09223271 |
| Direkt Bild zu diesem Denkmal hochladen | Villa | Martin-Kretschmer-Straße 3 (Karte)       | um 1900 (Villa) | baugeschichtlich von Bedeutung, ein Gründerzeitgebäude mit Eckturm | 09221746 |
|                                         | Wegweiser | Bonnewitz, Wünschendorfer Straße (Karte) | 19. Jahrhundert (Wegestein) | sandsteinerner Wegweiser, einer von 15 als Gesamtheit geschützten Wegweisern in Graupa | 09223280 |
|                                         | Bauernhof (Dreiseithof) mit ehem. Wohnstallhaus (Fachwerk) und zwei Scheunen, dazu Vorgarteneinfriedung und zwei Torpfeiler                                  | Wünschendorfer Straße 1 (Karte)          | bezeichnet 1783 (Dreiseithof) | baugeschichtlich, wirtschaftsgeschichtlich und sozialgeschichtlich von Bedeutung, am Wohnstallhaus Inschrifttafel über der Tür bezeichnet 1783 | 09223272 |
|                                         | Bauernhof (Zweiseithof) mit ehem. Wohnstallhaus (Fachwerk) und Scheune (Fachwerk), dazu zwei Torpfeiler                                                      | Wünschendorfer Straße 9 (Karte)          | Ende 19. Jh. (Zweiseithof) | baugeschichtlich und sozialgeschichtlich von Bedeutung, Zeugnis bäuerlicher Lebens- und Wirtschaftsweise des späten 19. Jh. | 09223273 |

### Copitz
| Bild                                    | Bezeichnung | Lage                                                                                         | Datierung                                       | Beschreibung | ID       |
| --------------------------------------- | --- | -------------------------------------------------------------------------------------------- | ----------------------------------------------- | --- | -------- |
|                                         | Gemeinnützige Wohnungsbaugenossenschaft e.G. Pirna-Copitz: Mehrfamilienhaus einer Siedlung                                                   | Albert-Barthel-Straße 6 (Karte)                                                              | 1920er Jahre (Mehrfamilienwohnhaus)             | Mehrfamilienhaus (bildet eine bauliche Einheit mit August-Bebel-Straße 1/3); baugeschichtlich von Bedeutung | 09220874 |
|                                         | Wohnhaus (mit zwei Eingängen) | An der Brückmühle 2 (Karte)                                                                  | bezeichnet 1911 (Wohnhaus)                      | baugeschichtlich von Bedeutung, anspruchsvolle Gestaltung im Reformstil der Zeit um 1910 | 09220904 |
|                                         | Villa Legler | An der Brückmühle 5 (Karte)                                                                  | bezeichnet 1896 (Villa)                         | Villa mit Nebengebäude und Einfriedung; baugeschichtlich von Bedeutung, ein Gründerzeitgebäude (Klinkerfassade) | 09220903 |
|                                         | Gemeinnützige Wohnungsbaugenossenschaft e.G. Pirna-Copitz: Mehrfamilienhaus einer Siedlung                                                   | August-Bebel-Straße 1; 3 (Karte)                                                             | 1920er Jahre (Mehrfamilienwohnhaus)             | Mehrfamilienhaus (bildet eine bauliche Einheit mit Albert-Barthel-Straße 6); baugeschichtlich von Bedeutung | 09220873 |
|                                         | Gemeinnützige Wohnungsbaugenossenschaft e.G. Pirna-Copitz: Mehrfamilienhaus einer Siedlung                                                   | August-Bebel-Straße 2 (Karte)                                                                | 1920er Jahre (Mehrfamilienwohnhaus)             | baugeschichtlich von Bedeutung | 09220872 |
|                                         | Gemeinnützige Wohnungsbaugenossenschaft e.G. Pirna-Copitz: Mehrfamilienhaus einer Siedlung                                                   | August-Bebel-Straße 4; 6 (Karte)                                                             | 1920er Jahre (Mehrfamilienwohnhaus)             | baugeschichtlich von Bedeutung | 09220871 |
|                                         | Gemeinnützige Wohnungsbaugenossenschaft e.G. Pirna-Copitz: Mehrfamilienhaus einer Siedlung (bildet eine bauliche Einheit mit Beyerstraße 22) | August-Bebel-Straße 8 (Karte)                                                                | 1920er Jahre (Mehrfamilienwohnhaus)             | baugeschichtlich von Bedeutung | 09220870 |
|                                         | Brücke über die Wesenitz | Äußere Pillnitzer Straße (Karte)                                                             | bezeichnet 1685 (vermutlich), zum Teil erneuert | baugeschichtlich und verkehrsgeschichtlich von Bedeutung | 09220016 |
|                                         | Wesenitztalschänke | Äußere Pillnitzer Straße 8 (Karte)                                                           | um 1900 (Gaststätte)                            | Gaststätte mit Einfriedung; baugeschichtlich und ortsgeschichtlich von Bedeutung, ein Gründerzeithaus mit Zierfachwerk und Holzveranda | 09220906 |
|                                         | Villa | Basteistraße 11 (Karte)                                                                      | 1890er Jahre (Villa)                            | baugeschichtlich von Bedeutung, ein Gründerzeitgebäude, aufgewertet durch Pilaster und Dachüberstand mit Gesprengegiebel | 09220907 |
|                                         | Gemeinnützige Wohnungsbaugenossenschaft e.G. Pirna-Copitz: Mehrfamilienhaus einer Siedlung                                                   | Beyerstraße 22 (Karte)                                                                       | 1920er Jahre (Mehrfamilienwohnhaus)             | Mehrfamilienhaus (bildet eine bauliche Einheit mit August-Bebel-Straße 8); baugeschichtlich von Bedeutung | 09301596 |
|                                         | Neumühle | Birkwitzer Straße 79 (bei) (Karte)                                                           | erste Erwähnung 1849 (Wasserelement)            | Sohlabsturz mit Fischaufstieg in Form einer Sohlrampe und Ufereinfassung aus Sandsteingrundstücken in der Wesenitz nahe der Neumühle, dazu die Sandstein-Bogenbrücke; ortsbildprägend und wirtschaftsgeschichtlich von Bedeutung | 09225683 |
| Weitere Bilder                          | Alte Elbbrücke; Stadtbrücke | Brückenstraße (Karte)                                                                        | 1872–1875 (Straßenbrücke)                       | Brücke über die Elbe zwischen Altstadt und Copitz (für Eisenbahn, Kraftverkehr und Fußgänger); baugeschichtlich, eisenbahngeschichtlich, ortsgeschichtlich, ortsbildprägend, technikgeschichtlich und verkehrsgeschichtlich von Bedeutung                                                                                                | 09220856 |
|                                         | Villa | Burglehnstraße 4 (Karte)                                                                     | um 1912 (Villa)                                 | baugeschichtlich von Bedeutung, im Reformstil der Zeit um 1910 | 09220940 |
|                                         | Villa Bergfrieden | Burglehnstraße 5 (Karte)                                                                     | um 1910 (Wohnhaus)                              | Wohnhaus in offener Bebauung; baugeschichtlich von Bedeutung, im Reformstil der Zeit um 1910 | 09220939 |
| Weitere Bilder                          | Mietshaus in halboffener Bebauung, mit Einfriedung des Vorgartens                                                                            | Dammstraße 1 (Karte)                                                                         | um 1900 (Mietshaus)                             | baugeschichtlich und städtebaulich von Bedeutung, ein Gründerzeithaus (Klinkerfassade) | 09220822 |
| Weitere Bilder                          | Mietvilla | Dammstraße 2 (Karte)                                                                         | 4. Viertel 19. Jh. (Villa)                      | baugeschichtlich von Bedeutung, ein Gründerzeitgebäude mit schönem Balkon | 09220823 |
|                                         | Zollhaus (heute Wohnhaus, Fachwerk verputzt)                                                                                                 | Grundstraße 2 (Karte)                                                                        | 18. Jh. (Zollbeamtenwohnhaus)                   | baugeschichtlich und ortsgeschichtlich von Bedeutung | 09220959 |
|                                         | Wohnhaus mit Einfriedungsmauer und Pflasterung                                                                                               | Grundstraße 7 (Karte)                                                                        | 1920er Jahre (Wohnhaus)                         | baugeschichtlich von Bedeutung, Landhaus im Heimatstil (Obergeschoss in Fachwerk, holzverschalt), ortsbildprägende Lage nahe der Elbe | 09220953 |
|                                         | Wohnhaus mit Seitengebäude und Stützmauer | Hauptplatz 2 (Karte)                                                                         | 2. Drittel 19. Jh. (Bauernhaus)                 | baugeschichtlich von Bedeutung, klassizistisches Gebäude mit schönem Portal | 09220857 |
|                                         | Wohnhaus und Stützmauer eines ehem. Gehöftes                                                                                                 | Hauptplatz 3 (Karte)                                                                         | 19. Jh. (Bauernhaus)                            | baugeschichtlich und sozialgeschichtlich von Bedeutung | 09221195 |
|                                         | Bauernhaus, nach hinten angebautes Seitengebäude und Einfriedungsmauer                                                                       | Hauptplatz 7 (Karte)                                                                         | Ende 18. Jh. (Bauernhaus)                       | baugeschichtlich und sozialgeschichtlich von Bedeutung, schönes Korbbogenportal | 09220854 |
|                                         | Alte Schule, heute Wohnhaus | Hauptplatz 9 (Karte)                                                                         | 18. Jh. (Wohnhaus)                              | baugeschichtlich und ortsgeschichtlich von Bedeutung | 09220853 |
|                                         | Wohnhaus eines Bauernhofs | Hauptplatz 10 (Karte)                                                                        | 1. Drittel 19. Jh. (Bauernhaus)                 | baugeschichtlich und sozialgeschichtlich von Bedeutung | 09220855 |
|                                         | Wohnhaus eines Bauernhofs | Hauptplatz 11 (Karte)                                                                        | 2. Hälfte 19. Jh. (Bauernhaus)                  | baugeschichtlich und sozialgeschichtlich von Bedeutung | 09221193 |
|                                         | Wohnhaus mit Gaststätte und angebautem Seitenflügel                                                                                          | Hauptplatz 12 (Karte)                                                                        | 18. Jh. (Wohnhaus)                              | baugeschichtlich und ortsgeschichtlich von Bedeutung | 09221194 |
| Weitere Bilder                          | Mietshaus, in geschlossener Bebauung konzipiert, mit originalen Läden                                                                        | Hauptstraße 4 (Karte)                                                                        | um 1912 (Mietshaus)                             | baugeschichtlich und städtebaulich von Bedeutung, ein Bau im Reformstil der Zeit um 1910 | 09220785 |
| Weitere Bilder                          | Mietshaus in halboffener Bebauung | Hauptstraße 5 (Karte)                                                                        | um 1912 (Mietshaus)                             | baugeschichtlich und städtebaulich von Bedeutung, ein Bau im Reformstil der Zeit um 1910 | 09220784 |
| Weitere Bilder                          | Wohnhaus, Eckhaus | Hauptstraße 9 (Karte)                                                                        | um 1880 (Wohnhaus)                              | baugeschichtlich und städtebaulich von Bedeutung, ein Gründerzeithaus | 09220787 |
| Weitere Bilder                          | Mietshaus in geschlossener Bebauung | Hauptstraße 10 (Karte)                                                                       | 1870er Jahre (Mietshaus)                        | baugeschichtlich und städtebaulich von Bedeutung | 09220818 |
| Weitere Bilder                          | Mietshaus in geschlossener Bebauung | Hauptstraße 11 (Karte)                                                                       | 1890er Jahre (Mietshaus)                        | baugeschichtlich und städtebaulich von Bedeutung, ein Gründerzeithaus (Klinkerfassade) mit auffälligen Kolossalpilastern | 09220817 |
| Weitere Bilder                          | Mietshaus in geschlossener Bebauung | Hauptstraße 12 (Karte)                                                                       | 1890er Jahre (Mietshaus)                        | originale Ladenfronten, baugeschichtlich und städtebaulich von Bedeutung, ein Gründerzeithaus (Klinkerfassade) | 09220816 |
| Weitere Bilder                          | Mietshaus in geschlossener Bebauung | Hauptstraße 13 (Karte)                                                                       | um 1900 (Mietshaus)                             | mit Laden, baugeschichtlich und städtebaulich von Bedeutung, ein Gründerzeithaus (Klinkerfassade) | 09220815 |
| Weitere Bilder                          | Mietshaus in geschlossener Bebauung | Hauptstraße 14 (Karte)                                                                       | um 1900 (Mietshaus)                             | mit Laden, baugeschichtlich und städtebaulich von Bedeutung, ein Gründerzeithaus (Klinkerfassade) | 09220814 |
| Weitere Bilder                          | Mietshaus, Eckhaus in geschlossener Bebauung, mit seitlicher Einfriedung des Vorgartens                                                      | Hauptstraße 15 (Karte)                                                                       | um 1900 (Mietshaus)                             | baugeschichtlich und städtebaulich von Bedeutung, ein Gründerzeithaus (Klinkerfassade), mit Laden, straßenbildprägender Giebel über der verbrochenen Ecke | 09220813 |
| Weitere Bilder                          | Mietshaus, Eckhaus in geschlossener Bebauung, mit seitlicher Einfriedung des Vorgartens                                                      | Hauptstraße 16 (Karte)                                                                       | um 1900 (Mietshaus)                             | baugeschichtlich und städtebaulich von Bedeutung, ein Gründerzeithaus (Klinkerfassade), mit Laden, repräsentative Eckausbildung mit Balkonen und Dachhaube | 09220819 |
| Weitere Bilder                          | Mietshaus in geschlossener Bebauung | Hauptstraße 17 (Karte)                                                                       | um 1915 (Mietshaus)                             | baugeschichtlich und städtebaulich von Bedeutung, ein Bau im Reformstil der Zeit um 1910 | 09220820 |
| Weitere Bilder                          | Mietshaus in geschlossener Bebauung | Hauptstraße 17b (Karte)                                                                      | um 1915 (Mietshaus)                             | baugeschichtlich und städtebaulich von Bedeutung, ein Bau im Reformstil der Zeit um 1910 | 09220821 |
| Weitere Bilder                          | Rathaus Copitz (ehem.) | Hauptstraße 19b (Karte)                                                                      | 1906, lt. Bauakte (Rathaus)                     | Ehemaliges Rathaus; baugeschichtlich, ortsgeschichtlich, künstlerisch und städtebaulich von Bedeutung, ein Gründerzeitgebäude (Klinkerverblendung) im Stil der deutschen Neorenaissance, straßenbildprägend mit Eckturm und Risaliten mit Giebel                                                                                         | 09220812 |
| Weitere Bilder                          | Mietshaus in halboffener Bebauung, mit Läden                                                                                                 | Hauptstraße 21 (Karte)                                                                       | 1895/1900 (Mietshaus)                           | baugeschichtlich und städtebaulich von Bedeutung, ein Gründerzeithaus (Klinker- und Putzfassade) | 09220811 |
| Weitere Bilder                          | Mietshaus in geschlossener Bebauung | Hauptstraße 22 (Karte)                                                                       | 1880er Jahre (Mietshaus)                        | baugeschichtlich und städtebaulich von Bedeutung, ein Gründerzeithaus (Putzfassade), mit originalen Ladenfronten | 09220810 |
| Weitere Bilder                          | Wohnhaus in geschlossener Bebauung | Hauptstraße 24 (Karte)                                                                       | 1880er Jahre (Wohnhaus)                         | baugeschichtlich und städtebaulich von Bedeutung, ein Dreigaupenhaus | 09220786 |
| Weitere Bilder                          | Wohnhaus in offener Bebauung, mit seitlicher Einfriedung                                                                                     | Hauptstraße 26 (Karte)                                                                       | um 1870 (Wohnhaus)                              | baugeschichtlich und städtebaulich von Bedeutung | 09220859 |
| Weitere Bilder                          | Mietshaus in halboffener Bebauung | Hauptstraße 27 (Karte)                                                                       | 1880er Jahre (Mietshaus)                        | baugeschichtlich und städtebaulich von Bedeutung, ein Gründerzeithaus, mit Laden | 09220783 |
| Weitere Bilder                          | Mietshaus in geschlossener Bebauung | Hauptstraße 28 (Karte)                                                                       | 1890er Jahre (Mietshaus)                        | baugeschichtlich und städtebaulich von Bedeutung, ein Gründerzeithaus (Klinkerfassade) | 09220782 |
| Weitere Bilder                          | Mietshaus, in geschlossener Bebauung konzipiert                                                                                              | Hauptstraße 29 (Karte)                                                                       | 1890er Jahre (Mietshaus)                        | baugeschichtlich und städtebaulich von Bedeutung, ein Gründerzeithaus (Klinkerfassade), mit originaler Ladenfront | 09220781 |
|                                         | Leitumspannwerk mit Schaltwärterhaus | Karl-Büttner-Straße 2 (Karte)                                                                | 1920er Jahre (Umspannwerk)                      | baugeschichtlich und technikgeschichtlich von Bedeutung | 09220890 |
| Weitere Bilder                          | Eisenbahnbrücke; Eisenbahnstrecke Kamenz–Pirna                                                                                               | Leglerstraße (Karte)                                                                         | 1872–1875 (Eisenbahnbrücke)                     | Eisenbahnbrücke über die Leglerstraße; weitestgehend authentisch erhaltene Bogenbrücke mit massiven Flügelmauern in Sandstein der hier als Bahndamm gestalteten Eisenbahnstrecke Kamenz–Pirna (KP, sä. 6200) baugeschichtlich, technikgeschichtlich und eisenbahngeschichtlich von Bedeutung.                                            | 09220015 |
|                                         | Wohnhaus | Leglerstraße 9 (Karte)                                                                       | 1920er Jahre (Wohnhaus)                         | baugeschichtlich von Bedeutung, Bau im Reformstil der Zeit nach 1910 | 09220895 |
|                                         | Villa und Einfriedung | Liebethaler Straße 13 (Karte)                                                                | 1890er Jahre, im Kern älter (Villa)             | baugeschichtlich von Bedeutung, mit straßenbildprägendem Giebel | 09220908 |
|                                         | Villa, mit Nebengebäude und Einfriedung | Liebethaler Straße 14 (Karte)                                                                | 1890er Jahre (Villa)                            | baugeschichtlich von Bedeutung, ein Gründerzeitgebäude (Klinkerfassade) | 09220887 |
|                                         | Drei Mehrfamilienhäuser einer kleinen Wohnanlage, mit Einfriedung                                                                            | Liebethaler Straße 14a; 14b; 14c; 14d; 14e; 14f; 14 g; 14h; 14j; 14k; 14l; 14 m; 14n (Karte) | 1920er Jahre (Wohnanlage)                       | baugeschichtlich und städtebaulich von Bedeutung, im Heimatstil (Glasmacherhäuser) | 09220886 |
|                                         | Villa Friedheim: Mietvilla | Liebethaler Straße 21 (Karte)                                                                | bezeichnet 1897 (Mietvilla)                     | baugeschichtlich von Bedeutung, ein Gründerzeitgebäude (Klinkerfassade) mit markantem Treppenturm | 09220863 |
|                                         | Mehrfamilienhaus nahe einer Siedlung (an der August-Bebel-Straße und Albert-Barthel-Straße)                                                  | Lohmener Straße 6a (Karte)                                                                   | 1920er Jahre (Mehrfamilienwohnhaus)             | baugeschichtlich von Bedeutung | 09220875 |
|                                         | Wohnhaus, in Ecklage | Lohmener Straße 7 (Karte)                                                                    | um 1914 (Wohnhaus)                              | städtebaulich von Bedeutung, ein Gründerzeitgebäude, Ecklage durch Turm markiert | 09220876 |
|                                         | Mietshaus in offener Bebauung | Lohmener Straße 10 (Karte)                                                                   | 1890er Jahre (Mietshaus)                        | baugeschichtlich und städtebaulich von Bedeutung, ein Gründerzeithaus (Klinkerfassade), mit hölzernem Mittelbalkon und Freitreppe | 09220878 |
|                                         | Fabrikantenvilla | Lohmener Straße 21 (Karte)                                                                   | um 1905 (Fabrikantenvilla)                      | baugeschichtlich und städtebaulich von Bedeutung, ein Gründerzeitgebäude mit Eckturm, im Stil der deutschen Neorenaissance (Volutengiebel), an der Seite zweigeschossige Holzveranda | 09220877 |
|                                         | Villa mit Einfriedung | Neue Straße 1 (Karte)                                                                        | 1890er Jahre (Villa)                            | baugeschichtlich von Bedeutung, Gründerzeitgebäude (Klinkerfassade) | 09220861 |
|                                         | Villa | Neue Straße 4 (Karte)                                                                        | bezeichnet 1896 (Villa)                         | baugeschichtlich von Bedeutung, Gründerzeitgebäude (Klinkerfassade) | 09220862 |
|                                         | Wohnhaus | Niederleite 6 (Karte)                                                                        | um 1800 (Wohnhaus)                              | vielleicht Fachwerk, verputzt, baugeschichtlich und sozialgeschichtlich von Bedeutung, mit Korbbogenportal | 09220828 |
|                                         | Sandsteinstützmauern von Haus Nr. 8 bis Haus Nr. 9                                                                                           | Niederleite 8; 9 (bei) (Karte)                                                               | 18. Jh. (Stützmauer)                            | ortsbildprägend von Bedeutung | 09221198 |
|                                         | Wohnhaus (Fachwerk, verbrettert) und Stützmauer des Grundstücks                                                                              | Niederleite 20 (Karte)                                                                       | 18. Jh. (Wohnhaus)                              | baugeschichtlich und sozialgeschichtlich von Bedeutung | 09220842 |
|                                         | Wohnhaus und Stützmauer des Grundstücks (Nebengebäude abgebrochen)                                                                           | Niederleite 21 (Karte)                                                                       | 18. Jh. (Wohnhaus)                              | Wohnhaus Obergeschoss Fachwerk, baugeschichtlich und sozialgeschichtlich von Bedeutung, ortsbildprägend | 09221197 |
|                                         | Doppelwohnhaus | Niederleite 25; 26 (Karte)                                                                   | um 1910 (Doppelwohnhaus)                        | baugeschichtlich von Bedeutung, im frühen Heimatstil, mit zwei straßenbildprägenden Giebeln | 09220841 |
|                                         | Wohnhaus, Eckhaus | Niederleite 27 (Karte)                                                                       | 1890er Jahre (Wohnhaus)                         | baugeschichtlich und städtebaulich von Bedeutung, ein Gründerzeithaus | 09220840 |
|                                         | Wohnhaus | Niederleite 28 (Karte)                                                                       | 1890er Jahre (Wohnhaus)                         | baugeschichtlich und städtebaulich von Bedeutung, ein Gründerzeithaus | 09220835 |
|                                         | Wohnhaus | Niederleite 29 (Karte)                                                                       | 1890er Jahre (Wohnhaus)                         | baugeschichtlich und städtebaulich von Bedeutung, ein Gründerzeithaus | 09220834 |
|                                         | Wohnhaus | Niederleite 30 (Karte)                                                                       | 1890er Jahre (Wohnhaus)                         | baugeschichtlich und städtebaulich von Bedeutung, ein Gründerzeithaus | 09220833 |
|                                         | Wohnhaus | Niederleite 31 (Karte)                                                                       | 1890er Jahre (Wohnhaus)                         | baugeschichtlich und städtebaulich von Bedeutung, ein Gründerzeithaus | 09220832 |
|                                         | Wohnhaus (drei Eingänge), Eckhaus (mit Schillerstraße 1)                                                                                     | Niederleite 32; 33 (Karte)                                                                   | 1890er Jahre (Wohnhaus)                         | baugeschichtlich und städtebaulich von Bedeutung, ein Gründerzeithaus (Klinkerfassade) | 09220831 |
|                                         | Dreiseithof mit Wohnstallhaus, Seitengebäude, Scheune, Hofmauer mit Einfahrtspfeilern und Pforte sowie Hofpflaster aus Sandstein             | Oberer Platz 3 (Karte)                                                                       | bezeichnet 1833 (Dreiseithof)                   | baugeschichtlich, wirtschaftsgeschichtlich und sozialgeschichtlich von Bedeutung, geschlossen erhaltener Bauernhof | 09220851 |
|                                         | Mietshaus, in geschlossener Bebauung konzipiert                                                                                              | Oberer Platz 4 (Karte)                                                                       | 1890er Jahre (Mietshaus)                        | baugeschichtlich und städtebaulich von Bedeutung, ein Gründerzeithaus (Klinkerfassade), mit Laden und straßenbildprägenden Balkonen | 09220849 |
|                                         | Mietshaus in geschlossener Bebauung | Oberer Platz 4b (Karte)                                                                      | 1890er Jahre (Mietshaus)                        | baugeschichtlich und städtebaulich von Bedeutung, ein Gründerzeithaus (Klinkerfassade) | 09220740 |
|                                         | Mietshaus, in geschlossener Bebauung konzipiert                                                                                              | Oberer Platz 4c (Karte)                                                                      | 1890er Jahre (Mietshaus)                        | baugeschichtlich und städtebaulich von Bedeutung, ein Gründerzeithaus (Klinkerfassade) | 09223150 |
|                                         | Wohnhaus mit seitlicher Einfriedungsmauer und Scheune                                                                                        | Oberer Platz 8 (Karte)                                                                       | 1. Hälfte 19. Jh. (Wohnhaus)                    | baugeschichtlich, ortsbildprägend und sozialgeschichtlich von Bedeutung, im Giebel kleines Rundbogen-Doppelfenster und geschwungene Traufsteine | 09220850 |
|                                         | Bauernhof mit Wohnstallhaus, Scheune (oben verbrettert), Hofpflasterung, Hofmauer und Torpfeilern                                            | Oberer Platz 11 (Karte)                                                                      | um 1850 (Bauernhof)                             | baugeschichtlich, wirtschaftsgeschichtlich und sozialgeschichtlich von Bedeutung, Wohnhaus mit Palladio-Motiv im Giebel | 09220852 |
|                                         | Wohnhaus, mit Sandsteinstützmauer und -treppe                                                                                                | Oberleite 1 (Karte)                                                                          | 18. Jh. (Wohnhaus)                              | baugeschichtlich und sozialgeschichtlich von Bedeutung | 09220843 |
|                                         | Wohnhaus (zwei Baukörper), und Sandsteinstützmauer                                                                                           | Oberleite 2 (Karte)                                                                          | 18. Jh. (Wohnhaus)                              | baugeschichtlich und sozialgeschichtlich von Bedeutung | 09220844 |
|                                         | Wohnhaus und Sandsteinstützmauer | Oberleite 3 (Karte)                                                                          | 18. Jh. (Wohnhaus)                              | baugeschichtlich und sozialgeschichtlich von Bedeutung | 09220845 |
|                                         | Wohnhaus, und Sandsteinstützmauer mit Pforte                                                                                                 | Oberleite 4 (Karte)                                                                          | 18. Jh. (Wohnhaus)                              | baugeschichtlich und sozialgeschichtlich von Bedeutung, Einfriedungsmauer mit barockem Portal | 09220846 |
|                                         | Sandsteinstützmauer mit Pforte | Oberleite 5 (Karte)                                                                          | Ende 18. Jh. (Pforte)                           | baugeschichtlich und ortsbildprägend von Bedeutung, Einfriedungsmauer mit barockem Portal | 09220847 |
|                                         | Villa | Otto-Gedlich-Straße 12 (Karte)                                                               | 1908 (Auskunft)                                 | baugeschichtlich von Bedeutung, im Reformstil der Zeit nach 1900, noch historisierende Elemente | 09220910 |
|                                         | Villa | Otto-Gedlich-Straße 21 (Karte)                                                               | um 1905 (Villa)                                 | baugeschichtlich von Bedeutung, im Reformstil der Zeit nach 1900, noch historisierende Elemente | 09220911 |
|                                         | Wohnhaus | Pillnitzer Straße 12 (Karte)                                                                 | um 1880 (Wohnhaus)                              | baugeschichtlich und sozialgeschichtlich von Bedeutung, spätklassizistisches Haus, Mittelrisalit und Dachgauben | 09223760 |
|                                         | Doppelwohnhaus | Pillnitzer Straße 13; 14 (Karte)                                                             | um 1910 (Doppelwohnhaus)                        | baugeschichtlich und städtebaulich von Bedeutung, im Reformstil der Zeit um 1910 | 09220889 |
|                                         | Mietvilla mit Nebengebäude, Stützmauern und Einfriedung (Eisenzaun)                                                                          | Postaer Straße 3 (Karte)                                                                     | 1880er Jahre (Mietvilla)                        | baugeschichtlich und städtebaulich von Bedeutung, ein Gründerzeitgebäude, ortsbildprägend nahe der Elbe | 09220941 |
|                                         | Mietvilla mit Stützmauern des Grundstücks, Treppen und Einfriedung (Eisenzaun)                                                               | Postaer Straße 4 (Karte)                                                                     | um 1900 (Mietvilla)                             | baugeschichtlich und städtebaulich von Bedeutung, ein Gründerzeitgebäude mit Anklängen an den Schweizerstil, ortsbildprägend nahe der Elbe | 09220942 |
|                                         | Wohnhaus mit Gartenpavillon, Stützmauern des Grundstücks und Treppen                                                                         | Postaer Straße 5 (Karte)                                                                     | um 1920 (Wohnhaus)                              | baugeschichtlich und städtebaulich von Bedeutung, ein Bau im frühen Heimatstil (Verbretterung des Obergeschosses), ortsbildprägend nahe der Elbe | 09220943 |
|                                         | Wohnhaus, mit Stützmauer, Eingangspforte und Treppen                                                                                         | Postaer Straße 6 (Karte)                                                                     | 1890er Jahre (Wohnhaus)                         | baugeschichtlich und städtebaulich von Bedeutung, ein Gründerzeitgebäude, ortsbildprägend nahe der Elbe | 09220944 |
|                                         | Wohnhaus mit Stützmauern und Einfriedung | Postaer Straße 7 (Karte)                                                                     | 1880er Jahre, im Kern älter (Wohnhaus)          | baugeschichtlich und städtebaulich von Bedeutung, ortsbildprägend an der Elbe | 09220945 |
| Direkt Bild zu diesem Denkmal hochladen | Mietvilla mit Stützmauern und Einfriedung | Postaer Straße 10 (Karte)                                                                    | 1900/1910 (Mietvilla)                           | baugeschichtlich und städtebaulich von Bedeutung, ein Gründerzeitgebäude mit Anklängen an den Schweizerstil, ortsbildprägend an der Elbe | 09220946 |
|                                         | Wohnhaus mit Stützmauern und Treppen | Postaer Straße 13 (Karte)                                                                    | 1890er Jahre (Wohnhaus)                         | baugeschichtlich und städtebaulich von Bedeutung, anspruchsvolles Gründerzeitgebäude mit Volutengiebel und vorgelagerter Terrasse auf Konsolen, ortsbildprägend an der Elbe | 09220947 |
|                                         | Wohnhaus, mit Stützmauern und Außentreppe | Postaer Straße 14 (Karte)                                                                    | 1890er Jahre (Wohnhaus)                         | baugeschichtlich und städtebaulich von Bedeutung, ein Gründerzeitgebäude, ortsbildprägend an der Elbe | 09220948 |
|                                         | Wohnhaus mit Stützmauern | Postaer Straße 15 (Karte)                                                                    | 1890er Jahre (Villa)                            | baugeschichtlich und städtebaulich von Bedeutung, ein Gründerzeitgebäude, ortsbildprägend an der Elbe | 09220949 |
|                                         | Wohnhaus mit Stützmauern | Postaer Straße 16b (Karte)                                                                   | 1935 lt. Auskunft (Wohnhaus)                    | baugeschichtlich und städtebaulich von Bedeutung, ein Bau im Heimatstil mit Walmdach und Holzveranda, im Kern vielleicht älter, ortsbildprägende Lage an der Elbe | 09220950 |
|                                         | Wohnhaus (ehem. Gaststätte, Nr. 17), mit Nebengebäude (Nr. 17a), sowie Hofmauer mit Einfahrtspfeilern                                        | Postaer Straße 17; 17a (Karte)                                                               | 18. Jh. (Wohnhaus)                              | baugeschichtlich, sozialgeschichtlich und städtebaulich von Bedeutung, schlichtes barockes Wohnhaus mit Mansarddach, ehemaliges Winzerhaus, ortsbildprägend an der Elbe | 09220952 |
|                                         | Wohnhaus, bestehend aus drei Gebäudeteilen (darunter Wirtschaftsbauten)                                                                      | Postaer Straße 18 (Karte)                                                                    | 18. Jh. (Bauernhaus)                            | baugeschichtlich, sozialgeschichtlich und städtebaulich von Bedeutung, der Hauptbau mit barockem Korbbogenportal, ortsbildprägend an der Elbe | 09220951 |
|                                         | Villa mit Einfriedung | Pratzschwitzer Straße 4 (Karte)                                                              | 1880er Jahre (Villa)                            | baugeschichtlich und städtebaulich von Bedeutung, ein Gründerzeitgebäude, ortsbildprägende Lage an der Elbe | 09220919 |
|                                         | Mietvilla mit Einfriedung | Pratzschwitzer Straße 10 (Karte)                                                             | 1890er Jahre (Mietvilla)                        | baugeschichtlich und städtebaulich von Bedeutung, ein Gründerzeitgebäude mit straßenbildprägendem Giebel, ortsbildprägende Lage an der Elbe, Ecklage durch Turm markiert | 09220921 |
|                                         | Wohnhaus eines ehemaligen Bauernhofes | Pratzschwitzer Straße 12 (Karte)                                                             | 2. Viertel 19. Jh. (Bauernhaus)                 | baugeschichtlich und sozialgeschichtlich von Bedeutung | 09220922 |
|                                         | Diesterweg-Schule; Otto-Grotewohl-Schule (ehem.)                                                                                             | Prof.-Roßmäßler-Straße 42 (Karte)                                                            | 1964 (Schule)                                   | Schule, bestehend aus Schulgebäude, Turnhalle und Schulhort/Küche, dazwischen eingeschossige Verbinderflügel; baugeschichtlich und ortsgeschichtlich von Bedeutung, im Stil der Moderne, Gebäudekomplex mit Satteldächern in unregelmäßiger Dreiseitanordnung, figürliche Keramikverkleidung am hinteren Eingang von künstlerischem Wert | 09226915 |
| Weitere Bilder                          | Villa | Rudolf-Renner-Straße 7 (Karte)                                                               | um 1910 (Villa)                                 | baugeschichtlich von Bedeutung, im Reformstil der Zeit um 1910 | 09220932 |
|                                         | Wohnhaus | Rudolf-Renner-Straße 12 (Karte)                                                              | um 1880 (Wohnhaus)                              | baugeschichtlich von Bedeutung, ein Gründerzeithaus | 09220935 |
|                                         | Mietshaus in geschlossener Bebauung | Rudolf-Renner-Straße 18 (Karte)                                                              | 1890er Jahre (Mietshaus)                        | baugeschichtlich und städtebaulich von Bedeutung, ein Gründerzeithaus (Klinkerfassade) | 09220794 |
|                                         | Mietshaus in geschlossener Bebauung | Rudolf-Renner-Straße 20 (Karte)                                                              | 1890er Jahre (Mietshaus)                        | baugeschichtlich und städtebaulich von Bedeutung, ein Gründerzeithaus (Klinkerfassade) | 09220795 |
|                                         | Villa mit Einfriedung | Rudolf-Renner-Straße 23 (Karte)                                                              | um 1900 (Villa)                                 | baugeschichtlich, straßenbildprägend und städtebaulich von Bedeutung, ein Gründerzeithaus (Klinkerfassade) mit einer Art Eckturm (Eckbalkon mit Dachhaube) und anderen historistischen Elementen | 09220896 |
|                                         | Villa mit Nebengebäude und Einfriedung | Rudolf-Renner-Straße 41 (Karte)                                                              | nach 1900 (Villa)                               | baugeschichtlich, künstlerisch, kunsthistorisch und städtebaulich von Bedeutung, ein Haus im Reformstil der Zeit um 1900, außergewöhnlich im englischen Landhausstil mit Fachwerk und Loggia | 09220897 |
|                                         | Wohnhaus in offener Bebauung mit Einfriedung                                                                                                 | Rudolf-Renner-Straße 50 (Karte)                                                              | 1920er Jahre (Wohnhaus)                         | baugeschichtlich von Bedeutung, im Art-Déco-Stil | 09220898 |
|                                         | Wohnhaus (drei Eingänge), Eckhaus (mit Niederleite 32/33)                                                                                    | Schillerstraße 1 (Karte)                                                                     | 1890er Jahre (Wohnhaus)                         | baugeschichtlich und städtebaulich von Bedeutung, ein Gründerzeithaus (Klinkerfassade) | 09220775 |
| Weitere Bilder                          | Wohnhaus | Schillerstraße 3 (Karte)                                                                     | 1890er Jahre (Wohnhaus)                         | baugeschichtlich von Bedeutung, ein Gründerzeithaus | 09220829 |
| Weitere Bilder                          | Mietshaus in Ecklage | Schillerstraße 6 (Karte)                                                                     | 1890er Jahre (Mietshaus)                        | baugeschichtlich und städtebaulich von Bedeutung, ein Gründerzeithaus | 09220809 |
| Weitere Bilder                          | Mietshaus in Ecklage | Schillerstraße 7 (Karte)                                                                     | 4. Viertel 19. Jh. (Mietshaus)                  | baugeschichtlich und städtebaulich von Bedeutung, ein Gründerzeithaus | 09220788 |
|                                         | Mietshaus in Ecklage, mit ehem. Gaststätte                                                                                                   | Schillerstraße 8 (Karte)                                                                     | 1890er Jahre (Mietshaus)                        | baugeschichtlich und städtebaulich von Bedeutung, ein Gründerzeithaus (Klinkerfassade mit markantem Eckturm) | 09220808 |
| Weitere Bilder                          | Villa mit Einfriedung | Schillerstraße 11 (Karte)                                                                    | bezeichnet 1891 (Villa)                         | baugeschichtlich von Bedeutung, ein Gründerzeitgebäude (Klinkerfassade), straßenbildprägender Mittelrisalit mit Balkon | 09220789 |
|                                         | Wohnhaus | Schillerstraße 13 (Karte)                                                                    | 1890er Jahre (Wohnhaus)                         | baugeschichtlich von Bedeutung, anspruchsvoll gestaltetes Gründerzeithaus | 09220790 |
|                                         | Wohnhaus mit Einfriedung | Schillerstraße 15 (Karte)                                                                    | um 1900 (Wohnhaus)                              | baugeschichtlich von Bedeutung, ein Gründerzeithaus im späthistoristischen Stil mit Volutengiebel | 09220791 |
|                                         | Wohnhaus im Schweizerstil | Schillerstraße 19 (Karte)                                                                    | Ende 19. Jh. (Wohnhaus)                         | baugeschichtlich von Bedeutung | 09220805 |
|                                         | Mietvilla | Schillerstraße 20 (Karte)                                                                    | 1896 bis 1900 (Mietvilla)                       | baugeschichtlich von Bedeutung, anspruchsvoll gestaltetes Gründerzeithaus (Klinkerfassade), straßenbildprägender Mittelrisalit mit Turm und Loggia | 09220807 |
|                                         | Mietvilla mit Einfriedung | Schillerstraße 21a (Karte)                                                                   | 1890er Jahre (Mietvilla)                        | baugeschichtlich von Bedeutung, ein Gründerzeitgebäude | 09220806 |
|                                         | Wohnhaus in offener Bebauung | Schulstraße 6 (Karte)                                                                        | 1890er Jahre (Wohnhaus)                         | baugeschichtlich von Bedeutung, ein Gründerzeithaus mit Holzveranda | 09220838 |
|                                         | Wohnhaus, Eckhaus | Schulstraße 8 (Karte)                                                                        | 1890er Jahre (Wohnhaus)                         | baugeschichtlich und städtebaulich von Bedeutung, ein Gründerzeithaus | 09220836 |
|                                         | Mietvilla | Schulstraße 9 (Karte)                                                                        | 1890er Jahre (Mietvilla)                        | baugeschichtlich, künstlerisch und städtebaulich von Bedeutung, ein Gründerzeitgebäude (Klinkerfassade) im Stil der deutschen Neorenaissance, straßenbildprägender Volutengiebel und seitliche Holzveranda | 09220837 |
| Weitere Bilder                          | Wohnhaus | Turmgutstraße 2 (Karte)                                                                      | 1920er Jahre (Wohnhaus)                         | baugeschichtlich von Bedeutung, im Heimatstil | 09220892 |
|                                         | Kindergarten | Turmgutstraße 18 (Karte)                                                                     | bezeichnet 1953 (Kindergarten)                  | baugeschichtlich und ortsgeschichtlich von Bedeutung, im Stil der Nationalen Bautradition der frühen DDR | 09220893 |

### Graupa
| Bild                                    | Bezeichnung | Lage                               | Datierung                                                                             | Beschreibung | ID       |
| --------------------------------------- | --- | ---------------------------------- | ------------------------------------------------------------------------------------- | --- | -------- |
| Direkt Bild zu diesem Denkmal hochladen | Fünfzehn Wegesteine |                                    | 19. Jh. (Wegestein)                                                                   | verkehrsgeschichtlich von Bedeutung; Wegweiser in der ehemaligen Gemeinde Graupa, unter anderem in der - Wünschendorfer Straße in Bonnewitz - Weinbergstraße in Jessen - Prof-Werner-Straße in Neugraupa - Äußere Pillnitzer Straße in Großgraupa - Lindenallee 70 in Großgraupa - Richard-Wagner-Straße in Großgraupa - Lochmühlenweg in Hinterjessen - Radeberger Straße in Hinterjessen - Zum Malerweg in Liebethal                                                                                    | 09223280 |
|                                         | Wegweiserstein | Äußere Pillnitzer Straße (Karte)   | 19. Jh. (Wegestein)                                                                   | verkehrsgeschichtlich von Bedeutung | 09223280 |
| Direkt Bild zu diesem Denkmal hochladen | Wohnhaus | Bonnewitzer Straße 1 (Karte)       | um 1800 (Wohnhaus)                                                                    | Obergeschoss Fachwerk verputzt, baugeschichtlich und sozialgeschichtlich von Bedeutung | 09223246 |
|                                         | Villa | Borsbergstraße 29 (Karte)          | um 1905 (Villa)                                                                       | baugeschichtlich von Bedeutung, ein Gründerzeitgebäude mit Schmuckfachwerk | 09223248 |
|                                         | Villa | Borsbergstraße 36 (Karte)          | Ende 19. Jh. (Villa)                                                                  | baugeschichtlich von Bedeutung, ein Gründerzeitgebäude mit Anklängen an den Schweizerstil, schöne Holzveranda | 09223247 |
|                                         | Ehemaliger Dreiseithof mit Wohnhaus und Seitengebäude, dazu Reste der Einfriedung und der Hofeinfahrt                                                          | Dorfplatz 1 (Karte)                | 1907 (Bauernhaus)                                                                     | baugeschichtlich, geschichtlich und kunstgeschichtlich von Bedeutung, Umbau eines Bauernhofs zum Landhaus, das repräsentative Wohnhaus mit Schmuckfachwerk und Holzbalkon, Seitengebäude in Fachwerk | 09223255 |
|                                         | Wohnstallhaus und Scheune, dazu Reste der Pflasterung im Hof sowie ein Torpfeiler                                                                              | Dorfplatz 2 (Karte)                | bezeichnet 1822 (Wohnstallhaus)                                                       | baugeschichtlich und wirtschaftsgeschichtlich von Bedeutung | 09223256 |
|                                         | Wohnstallhaus (Nr. 3) und ehem. Scheune (Nr. 3a) eines Bauernhofs                                                                                              | Dorfplatz 3; 3a (Karte)            | bezeichnet 1796 (Wohnstallhaus)                                                       | baugeschichtlich und sozialgeschichtlich von Bedeutung | 09223257 |
|                                         | Wohnstallhaus und daran angebautes Seitengebäude (Fachwerk, verputzt) eines Bauernhofes, dazu Pflasterung im Hof sowie zwei Torpfeiler                         | Dorfplatz 4 (Karte)                | bezeichnet 1784 (Wohnstallhaus)                                                       | baugeschichtlich und sozialgeschichtlich von Bedeutung | 09223259 |
|                                         | Wohnstallhaus und Scheune, dazu Hofeinfahrt | Dorfplatz 5 (Karte)                | 19. Jh. (Wohnstallhaus), bezeichnet 1885 (Scheune)                                    | baugeschichtlich und sozialgeschichtlich von Bedeutung | 09223260 |
|                                         | Wohnstallhaus und Auszüglerhaus eines Bauernhofes, dazu Pflasterung im Hof sowie zwei Torpfeiler                                                               | Dorfplatz 7 (Karte)                | bezeichnet 1826 (Wohnstallhaus)                                                       | baugeschichtlich und sozialgeschichtlich von Bedeutung | 09223261 |
|                                         | Dreiseithof mit Wohnstallhaus (Fachwerk, Giebel verbrettert) und Scheunen                                                                                      | Dorfplatz 8 (Karte)                | Wohnstallhaus bezeichnet 1824 (Bauernhof)                                             | Dreiseithof, Scheune (z. T. Fachwerk) und zweiter Scheune (verbrettert), dazu Reste der alten Pflasterung im Hof; baugeschichtlich, wirtschaftsgeschichtlich und sozialgeschichtlich von Bedeutung | 09223262 |
|                                         | Scheune (z.T. Fachwerk) eines Bauernhofes | Dorfplatz 9b (Karte)               | 19. Jh. (Scheune)                                                                     | wirtschaftsgeschichtlich und baugeschichtlich von Bedeutung | 09223263 |
|                                         | Wohnhaus in Ecklage und offener Bebauung | Emil-Gast-Straße 1 (Karte)         | 1890er Jahre (Wohnhaus)                                                               | baugeschichtlich von Bedeutung, ein Gründerzeithaus mit Eckaltan und Stuckornamentik | 09223251 |
|                                         | Villa | Emil-Gast-Straße 10 (Karte)        | um 1900 (Villa)                                                                       | baugeschichtlich von Bedeutung, ein Gründerzeitgebäude mit Stuckornamentik, der Mittelrisalit mit Gesprengegiebel, davor eine Veranda | 09223252 |
|                                         | Dreiseithof mit Wohnstallhaus (Fachwerk, Traufseite verbrettert), Auszüglerhaus (Fachwerk, verbrettert) und Scheune                                            | Gärtnerweg 6 (Karte)               | 1. Hälfte 19. Jh. (Wohnstallhaus), bezeichnet 1893 (Scheune)                          | baugeschichtlich und sozialgeschichtlich von Bedeutung | 09223254 |
|                                         | Wohnhaus (Fachwerk) | Gärtnerweg 16 (Karte)              | 1. Hälfte 19. Jh. (Wohnhaus)                                                          | baugeschichtlich und sozialgeschichtlich von Bedeutung | 09223253 |
|                                         | Wohnstallhaus (Fachwerk) und Nebengebäude | Grundmühlenstraße 11 (Karte)       | Wohnstallhaus bezeichnet 1765 (Wohnstallhaus)                                         | baugeschichtlich und sozialgeschichtlich von Bedeutung, barockes Korbbogenportal | 09223235 |
|                                         | Dreiseithof mit Wohnstallhaus, Scheune, Auszüglerhaus (Fachwerk) und angrenzendem Teich mit Ufermauer                                                          | Grundmühlenstraße 15 (Karte)       | bezeichnet 1898 (Wohnstallhaus), bezeichnet 1891 (Scheune), 19. Jh. (Bruchsteinmauer) | baugeschichtlich, sozialgeschichtlich und ortsbildprägend von Bedeutung | 09223237 |
|                                         | Hotel Forsthaus (ehem.): Ehemaliges Hotel mit Nebengebäude | Kastanienallee 2 (Karte)           | um 1900 (Hotel)                                                                       | baugeschichtlich und ortsgeschichtlich von Bedeutung, das Hotel ein großer repräsentativer Klinkerbau der Gründerzeit, mit turmartigem Eckerker, Schmuckfachwerk und Hirschkopf in der Fassade, das Nebengebäude ein Klinker-Putzbau mit Schmuckfachwerk | 09223250 |
|                                         | Wohnhaus | Kastanienallee 11 (Karte)          | 1905/1910 (Wohnhaus)                                                                  | baugeschichtlich von Bedeutung, ein Gründerzeitbau mit Schmuckfachwerk und Holzbalkon | 09223249 |
|                                         | Salzlecke nahe der Kastanienallee: Salzlecke | Kastanienallee 15 (hinter) (Karte) | bezeichnet 1716 (Salzlecke)                                                           | jagdgeschichtliche, kulturgeschichtliche und heimatgeschichtliche Bedeutung, Stirnseite mit Krone, Jahreszahl und Inschrift | 09304469 |
|                                         | Wohnhaus, mit Nebengebäude | Kirchweg 10 (Karte)                | Kern 18. Jh. (Bauernhaus)                                                             | bäuerliches Wohnhaus mit Fachwerk-Obergeschoss, baugeschichtlich und sozialgeschichtlich von Bedeutung | 09223224 |
|                                         | Bauernhof mit Wohnhaus und Seitengebäude | Kreuzerbergstraße 10 (Karte)       | Mitte 19. Jh. (Wohnstallhaus)                                                         | baugeschichtlich und sozialgeschichtlich von Bedeutung | 09223264 |
|                                         | Bäuerliches Wohnhaus (Fachwerk, verputzt) | Kurzer Weg 4 (Karte)               | Anfang 19. Jh. (Bauernhaus)                                                           | baugeschichtlich und sozialgeschichtlich von Bedeutung | 09223226 |
|                                         | Wohnhaus | Kurzer Weg 8 (Karte)               | um 1800 (Wohnhaus)                                                                    | Obergeschoss Fachwerk, baugeschichtlich und sozialgeschichtlich von Bedeutung | 09223225 |
|                                         | Wohnhaus mit gepflastertem Zugangsweg und Einfriedung | Lindenallee 45 (Karte)             | Anfang 19. Jh. (Wohnhaus)                                                             | Obergeschoss Fachwerk, Giebelseite verschiefert, baugeschichtlich und sozialgeschichtlich von Bedeutung | 09223227 |
| Direkt Bild zu diesem Denkmal hochladen | Wohnhaus | Lindenallee 48 (Karte)             | um 1800 (Wohnhaus)                                                                    | Obergeschoss Fachwerk, baugeschichtlich und sozialgeschichtlich von Bedeutung | 09223222 |
| Weitere Bilder                          | Sachgesamtheit Dorfkirche und Friedhof Graupa | Lindenallee 49 (Karte)             | nach 1900 (Friedhof)                                                                  | Sachgesamtheit Dorfkirche und Friedhof Graupa, mit den Einzeldenkmalen: Kirche und Kriegerdenkmal für die Gefallenen des 1. Weltkrieges (Einzeldenkmale ID-Nr. 09223220) sowie mit den Sachgesamtheitsteilen: Kirchplatz und Friedhof hinter der Kirche mit Einfriedungsmauer, Aufbahrungshalle und Hauptallee; baugeschichtlich und ortsgeschichtlich von Bedeutung | 09303777 |
| Weitere Bilder                          | Dorfkirche und Friedhof Graupa: Kirche (mit Ausstattung) (Einzeldenkmale zu ID-Nr. 09303777)                                                                   | Lindenallee 49 (Karte)             | 1907–1909 (Kirche)                                                                    | Einzeldenkmale der Sachgesamtheit Dorfkirche und Friedhof Graupa: Kirche (mit Ausstattung) sowie Kriegerdenkmal für die Gefallenen des 1. Weltkrieges; ein Kirchenbau im Reformstil der Zeit nach 1900, Architekt: Rudolf Kolbe, Dresden, baugeschichtlich und ortsgeschichtlich von Bedeutung | 09223220 |
|                                         | Fünfzehn Wegesteine | Lindenallee 70 (Karte)             | 19. Jh. (Wegestein)                                                                   | verkehrsgeschichtlich von Bedeutung | 09223280 |
| Direkt Bild zu diesem Denkmal hochladen | Wohnhaus und Seitengebäude | Lindengrundstraße 10 (Karte)       | bezeichnet 1763 (Wohnhaus)                                                            | beide Gebäude Fachwerk, baugeschichtlich und sozialgeschichtlich von Bedeutung, Wohnhaus mit barocker Korbbogentür, im Schlussstein bezeichnet 1763 | 09223265 |
|                                         | Wegweiserstein | Lochmühlenweg (Karte)              | 19. Jh. (Wegestein)                                                                   | verkehrsgeschichtlich von Bedeutung | 09223280 |
|                                         | Bauernhof mit Wohnstallhaus, Scheune und Nebengebäude, dazu zwei Torpfeiler                                                                                    | Lochmühlenweg 23 (Karte)           | ein Torpfeiler bezeichnet 1864 (Bauernhof)                                            | baugeschichtlich und sozialgeschichtlich von Bedeutung, vermutlich Drescherhaus | 09223232 |
|                                         | Bauernhof mit Wohnstallhaus und Scheune | Lochmühlenweg 25 (Karte)           | 1. Hälfte 19. Jh. (Bauernhof)                                                         | baugeschichtlich und sozialgeschichtlich von Bedeutung, vermutlich Drescherhaus | 09223231 |
|                                         | Wohnhaus eines Bauernhofes | Lochmühlenweg 29 (Karte)           | 1810 (Auskunft)                                                                       | Fachwerk, verputzt, Giebelseite verbrettert, baugeschichtlich und sozialgeschichtlich von Bedeutung, vermutlich Drescherhaus, mit barocker Korbbogentür | 09223230 |
| Direkt Bild zu diesem Denkmal hochladen | Seitengebäude (Fachwerk) | Lochmühlenweg 31 (Karte)           | 1. Hälfte 19. Jh. (Seitengebäude)                                                     | wirtschaftsgeschichtlich von Bedeutung | 09223229 |
| Direkt Bild zu diesem Denkmal hochladen | Dorfschmiede Graupa | Lochmühlenweg 32 (bei) (Karte)     | 1927 (Schmiede)                                                                       | Schmiede mit Technischer Ausstattung; baugeschichtlich, ortsgeschichtlich und technikgeschichtlich von Bedeutung | 09223238 |
|                                         | Vorwerk Jessen des Kammergutes Pratzschwitz; Meierei | Meiereiweg 21; 23; 25 (Karte)      | ab 17. Jh. (Wohnhaus), bis 19. Jh., ab 17. Jh. bis 19. Jh. (Wohnhaus)                 | Vorwerk mit älterem Wohnhaus der Meierei und dem angebauten großen Wohnhaus (Nr.21), das Seitengebäude (Nr. 23), ein weiteres Nebengebäude (Nr. 25), der Meiereiteich mit Ufermauern und die Pflasterung des Gutshofs; baugeschichtlich und ortsgeschichtlich von Bedeutung | 09223239 |
| Direkt Bild zu diesem Denkmal hochladen | Hohe Brücken: Sieben Sandstein-Bogenbrücken | Oberer Weg (Karte)                 | 1765 bis 1789, bez. 1789 (Straßenbrücke)                                              | baugeschichtlich und verkehrsgeschichtlich von Bedeutung, in Auftrag gegeben von Graf Marcolini, Brücken unterschiedlich gestaltet, teils vielbogig in Zweireihung | 09223051 |
|                                         | Wegweiser | Prof.-Werner-Straße (Karte)        | 19. Jh. (Wegestein)                                                                   | verkehrsgeschichtlich von Bedeutung (einer von 15 als Gesamtheit geschützten Wegweisern in Graupa) | 09223280 |
|                                         | Wohnhaus, dazu Reste der Hofmauer und ein Torpfeiler | Prof.-Werner-Straße 14 (Karte)     | bezeichnet 1823 (Bauernhaus)                                                          | Obergeschoss Fachwerk, Giebel verschiefert, baugeschichtlich und sozialgeschichtlich von Bedeutung | 09223234 |
|                                         | Wohnstallhaus (Fachwerk) | Prof.-Werner-Straße 15 (Karte)     | bezeichnet 1829 (Wohnstallhaus)                                                       | baugeschichtlich und sozialgeschichtlich von Bedeutung | 09223233 |
|                                         | Wohnstallhaus (Fachwerk, verputzt und verbrettert), bestehend aus zwei Hausteilen im Winkel                                                                    | Prof.-Werner-Straße 20 (Karte)     | 18. Jh. (Wohnstallhaus)                                                               | baugeschichtlich und sozialgeschichtlich von Bedeutung | 09223079 |
|                                         | Wegweiserstein | Radeberger Straße (Karte)          | 19. Jh. (Wegestein)                                                                   | verkehrsgeschichtlich von Bedeutung | 09223280 |
|                                         | Fünfzehn Wegesteine | Richard-Wagner-Straße (Karte)      | 19. Jh. (Wegestein)                                                                   | verkehrsgeschichtlich von Bedeutung | 09223280 |
| Direkt Bild zu diesem Denkmal hochladen | Bauernhof mit Wohnhaus und Scheune, dazu zwei Torpfeiler und Sandsteinmauer                                                                                    | Richard-Wagner-Straße 2 (Karte)    | bezeichnet 1791 (Bauernhof)                                                           | Wohnhaus Fachwerk, baugeschichtlich und sozialgeschichtlich von Bedeutung, Wohnhaus über der Korbbogentür bezeichnet 1791 | 09223240 |
| Weitere Bilder                          | Richard-Wagner-Museum; Lohengrinhaus; Schäfersches Gut (ehem.)                                                                                                 | Richard-Wagner-Straße 6 (Karte)    | bezeichnet 1840 (Wohnstallhaus)                                                       | Wohnstallhaus mit Nebengebäude, dazu Handschwengelpumpe und drei Torpfeiler; Wohnstallhaus (zum Teil Fachwerk), baugeschichtlich und ortsgeschichtlich von Bedeutung, Sommeraufenthaltsort des Komponisten Richard Wagner (Gedenktafel), im Türsturz bezeichnet 1840, im Giebel Palladio-Motiv | 09223241 |
| Weitere Bilder                          | Sachgesamtheit Jagdschloss Graupa | Tschaikowskiplatz 5; 7 (Karte)     | zweite Hälfte 17. Jh. (Jagdschloss), um 1600 (Tiergarten/Wildpark)                    | Sachgesamtheit Jagdschloss Graupa bestehend aus folgenden Einzeldenkmalen: Richard-Wagner-Denkmal (Einzeldenkmal ID-Nr. 09223243) und Schloss mit winkelförmig angebautem Nebengebäude (Nr. 7) sowie weiteres Nebengebäude (Nr. 5) und Mauer des ehemaligen Tiergartens (Einzeldenkmal ID-Nr. 09301708) sowie dem Gartendenkmal: Parkanlage (Tiergarten) mit Teich (seitlich des Schlosses), weiterhin folgendem Sachgesamtheitsteil; baugeschichtlich, künstlerisch und ortsgeschichtlich von Bedeutung. | 09223244 |
| Weitere Bilder                          | Jagdschloss Graupa: Schloss mit winkelförmig angebautem Nebengebäude, weiteres Nebengebäude und Mauer des ehem. Tiergartens (Einzeldenkmal zu ID-Nr. 09223244) | Tschaikowskiplatz 5; 7 (Karte)     | zweite Hälfte 17. Jh. (Jagdschloss), um 1900 (Nummer 5)                               | Einzeldenkmal der Sachgesamtheit Jagdschloss Graupa: Schloss mit winkelförmig angebautem Nebengebäude (Nr. 7), weiteres Nebengebäude (Nr. 5) und Mauer des ehemaligen Tiergartens; baugeschichtlich, künstlerisch und ortsgeschichtlich von Bedeutung. | 09301708 |
| Weitere Bilder                          | Jagdschloss Graupa: Denkmal des Komponisten Richard Wagner (Einzeldenkmal zu ID-Nr. 09223244)                                                                  | Tschaikowskiplatz 7 (Karte)        | bezeichnet 1933 (Denkmal)                                                             | Einzeldenkmal der Sachgesamtheit Jagdschloss Graupa: Denkmal des Komponisten Richard Wagner (mit Büste und Inschrifttafel); künstlerisch und ortsgeschichtlich von Bedeutung | 09223243 |

### Jessen (Hinterjessen)
| Bild                                    | Bezeichnung | Lage                         | Datierung                                                        | Beschreibung | ID       |
| --------------------------------------- | --- | ---------------------------- | ---------------------------------------------------------------- | --- | -------- |
|                                         | Wohnstallhaus eines Bauernhofes                                                                                | Altjessen 25 (Karte)         | 1. Viertel 19. Jh. (Wohnstallhaus)                               | baugeschichtlich von Bedeutung, Obergeschoss Fachwerk verbrettert, im Giebel Palladio-Motiv | 09221028 |
|                                         | Dreiseithof mit Wohnstallhaus (Fachwerk mit Umgebinde, ehemals verputzt), Seitengebäude (Fachwerk) und Scheune | Altjessen 51 (Karte)         | bezeichnet 1800 (Wohnstallhaus)                                  | hausgeschichtlich, baugeschichtlich, wirtschaftsgeschichtlich und ortsbildprägend von Bedeutung | 09220912 |
|                                         | Gasthof (ehem. Wohnstallhaus)                                                                                  | Altjessen 68 (Karte)         | 1. Viertel 19. Jh. (Gasthof)                                     | ortsgeschichtlich und ortsbildprägend von Bedeutung | 09221032 |
|                                         | Wohnhaus mit Stützmauer zur Straße                                                                             | Altjessen 75 (Karte)         | um 1800 (Wohnhaus)                                               | Obergeschoss Fachwerk verputzt, baugeschichtlich und ortsbildprägend von Bedeutung | 09221030 |
| Direkt Bild zu diesem Denkmal hochladen | Bauernhof mit Wohnhaus, Seitengebäude und Scheune                                                              | Altjessen 76 (Karte)         | bezeichnet 1918 (Bauernhaus)                                     | baugeschichtlich und wirtschaftsgeschichtlich von Bedeutung, im frühen Heimatstil | 09221029 |
|                                         | Grundmühle | Altjessen 81 (Karte)         | erste Erwähnung 1364 (Mühle), bestehende Gebäude ab 1800 (Mühle) | Mühle, gesamte Anlage mit allen Gebäuden und technischen Einrichtungen, darunter ein großes Mühlengebäude aus unverputzten Sandsteinen, das parallel dazu befindliche Nebengebäude mit verbrettertem Giebel, die Wohngebäude mit Fachwerkobergeschoss, die Hintergebäude, die große massive Scheune, die gesamte Sandsteinhofpflasterung, der Wesenitz-Mühlgraben (dieser teilweise zugeschüttet, vollständig erhalten unter dem großen Mühlengebäude), das Wehr, im vorderen Bereich eine steinerne Bogenbrücke und die Sandstein-Ufereinfassung des Mühlenkanals und des Baches; technikgeschichtlich, ortsgeschichtlich, künstlerisch, baugeschichtlich und wissenschaftlich von Bedeutung. | 09221033 |
|                                         | Straßenbrücke über den Bonnewitzbach                                                                           | Altjessen 82 (bei) (Karte)   | 19. Jh. (Straßenbrücke)                                          | Bogenbrücke aus Sandstein, baugeschichtlich von Bedeutung | 09300851 |
|                                         | Bauernhaus mit angebautem Stallgebäude                                                                         | Am Hang 2 (Karte)            | Ende 18. Jh. (Bauernhaus)                                        | Bauernhaus Obergeschoss zum Teil Fachwerk verbrettert, baugeschichtlich und sozialgeschichtlich von Bedeutung | 09220913 |
|                                         | Bauernhaus | Am Hang 4 (Karte)            | 1. Drittel 19. Jh. (Bauernhaus)                                  | baugeschichtlich und sozialgeschichtlich von Bedeutung | 09220914 |
| Weitere Bilder                          | Dietzmühle | Tannenweg 23 (Karte)         | um 1910 (Mühle)                                                  | Mühle mit allen Gebäuden, darunter der hohe Mühlen-Hauptbau, Wohngebäude und die Einfriedungsmauer; baugeschichtlich, technikgeschichtlich und ortsgeschichtlich von Bedeutung | 09221027 |
|                                         | Wegweiser | Jessen, Weinbergweg (Karte)  | 19. Jahrhundert (Wegestein)                                      | sandsteinerner Wegweiser in Hinterjessen / Weinbergweg; einer von 15 als Gesamtheit geschützten Wegweisern der ehemaligen Gemeinde Graupa | 09223280 |
|                                         | Schule Jessen                                                                                                  | Weinbergweg 7 (Karte)        | um 1890 (Schule)                                                 | Schulbau; baugeschichtlich und ortsgeschichtlich von Bedeutung | 09221031 |
| Direkt Bild zu diesem Denkmal hochladen | Weinberghaus mit Torpfeilern und Einfriedung des ganzen ehemaligen Weinberges                                  | Weinbergweg 39 (Karte)       | um 1880, im Kern älter (Weinberghaus)                            | ortsgeschichtlich von Bedeutung | 09220969 |
|                                         | Wohnstallhaus (Fachwerk, verbrettert) eines Bauernhofs                                                         | Weinbergweg 40 (Karte)       | um 1800 (Wohnstallhaus)                                          | baugeschichtlich und sozialgeschichtlich von Bedeutung | 09300896 |
|                                         | Pestplatte | Weinbergweg 40 (bei) (Karte) | 17. Jh. (Grabmal)                                                | Grabmal; beschrifteter Stein zum Gedenken an Pesttote, ortsgeschichtlich und heimatgeschichtlich von Bedeutung; Pestgrab der Müllerin in der Nähe der Grundmühle in Hinterjessen | 09301260 |

### Liebethal
| Bild                                    | Bezeichnung | Lage                                          | Datierung                                                         | Beschreibung | ID       |
| --------------------------------------- | --- | --------------------------------------------- | ----------------------------------------------------------------- | --- | -------- |
|                                         | Wohnhaus mit Einfriedung und kleiner Sandsteinstützmauer des Grundstücks                                                                 | Bei der Liebethaler Kirche 1 (Karte)          | 1709 Dendro (Wohnhaus)                                            | Obergeschoss Fachwerk verputzt, baugeschichtlich und sozialgeschichtlich von Bedeutung | 09221261 |
| Weitere Bilder                          | Gasthof Erbgericht | Bei der Liebethaler Kirche 2; 4 (Karte)       | 4. Viertel 19. Jh. (Wohnstallhaus), 18. Jh. (Erbgericht)          | Wohnstallhaus (Nr. 2), Scheune und Seitengebäude eines Gehöfts sowie Einfriedung mit Torpfeilern und Erbgerichtsgasthof (Nr. 4); baugeschichtlich, ortsgeschichtlich und wirtschaftsgeschichtlich von Bedeutung, das Erbgerichtsgebäude mit barockem Portal, Wohnstallhaus des Gutshofs mit Palladio-Motiv und Vierpass-Fenster im Giebel | 09221235 |
|                                         | Scheune (an ein Wohnhaus angebaut) | Bei der Liebethaler Kirche 5 (Karte)          | 19. Jh. (Scheune)                                                 | baugeschichtlich, ortsgeschichtlich und wirtschaftsgeschichtlich von Bedeutung, vermutlich ehemaliger Schafstall des gegenüberliegenden Gutshofs | 09221236 |
| Direkt Bild zu diesem Denkmal hochladen | Bauernhof mit Wohnstallhaus (Fachwerk, verbrettert), Scheune und Einfriedungspfeilern                                                    | Bei der Liebethaler Kirche 8 (Karte)          | um 1850 (Bauernhof), 1828 (lt. Auskunft)                          | baugeschichtlich und wirtschaftsgeschichtlich von Bedeutung | 09221232 |
| Direkt Bild zu diesem Denkmal hochladen | Wohnstallhaus (Nr. 10) eines Bauernhofes (ehemalige Scheune), mit Hofmauer und Toreinfahrt (bei Nr. 12)                                  | Bei der Liebethaler Kirche 10 (Karte)         | 1. Hälfte 19. Jh. (Wohnstallhaus)                                 | Obergeschoss Fachwerk verbrettert, Hofmauer aus Sandsteinquadern, Hofzufahrt mit Einfahrtspfeilern, baugeschichtlich und sozialgeschichtlich von Bedeutung | 09221231 |
| Direkt Bild zu diesem Denkmal hochladen | Alte Schule Liebethal | Bei der Liebethaler Kirche 11 (Karte)         | um 1850 (Schule)                                                  | Schule; baugeschichtlich und ortsgeschichtlich von Bedeutung, älterer Bautyp mit Mitteleingang | 09220087 |
| Direkt Bild zu diesem Denkmal hochladen | Scheune eines Bauernhofes | Bei der Liebethaler Kirche 13 (Karte)         | 4. Viertel 19. Jh., bezeichnet 1890 (Scheune)                     | baugeschichtlich und wirtschaftsgeschichtlich von Bedeutung, für die Gegend seltene Fachwerkscheune, Giebel dekorativ verschiefert | 09221238 |
| Weitere Bilder                          | Dorfkirche Liebethal | Bei der Liebethaler Kirche 14 (Karte)         | 16. Jh. (Kirche), Umbau 1681 (Kirche), nach 1918 (Kriegerdenkmal) | Kirche (mit Ausstattung) sowie Kirchhof mit Einfriedung, zwei Toreingänge, Leichenhäuschen und Kriegerdenkmal für die Gefallenen des 1. Weltkrieges sowie Solitärbaum (Gartendenkmal); schlichte Saalkirche mit Dachreiter, baugeschichtlich, ortsgeschichtlich und ortsbildprägend von Bedeutung.                                        | 09220678 |
|                                         | Pfarrhaus mit Torpfeilern des Grundstücks                                                                                                | Bei der Liebethaler Kirche 19 (Karte)         | um 1900 (Pfarrhaus)                                               | baugeschichtlich und ortsgeschichtlich von Bedeutung, ein Gründerzeitgebäude mit Schmuckfachwerk, zum Teil verbrettert | 09221241 |
|                                         | Neuer Friedhof Liebethal | Bei der Liebethaler Kirche 19 (neben) (Karte) | 4. Viertel 19. Jh. (Einfriedung)                                  | Friedhofsmauer mit schmiedeeisernem Tor; ortsbildprägend von Bedeutung | 09221242 |
| Direkt Bild zu diesem Denkmal hochladen | Wohnhaus und gepflasterter Zufahrtsweg                                                                                                   | Bei der Liebethaler Kirche 20 (Karte)         | um 1850 (Bauernhaus)                                              | Obergeschoss Fachwerk verbrettert, baugeschichtlich und sozialgeschichtlich von Bedeutung | 09221239 |
| Direkt Bild zu diesem Denkmal hochladen | Wohnhaus | Lehmweg 2 (Karte)                             | 1. Hälfte 19. Jh. (Bauernhaus)                                    | Obergeschoss Fachwerk, baugeschichtlich und sozialgeschichtlich von Bedeutung | 09221257 |
| Direkt Bild zu diesem Denkmal hochladen | Einfassung des Bettes der Wesenitz | Liebethaler Grund (Karte)                     | 19. Jh. (Uferbefestigung)                                         | ortsbildbestimmend, prägend für die Kulturlandschaft | 09301262 |
|                                         | Achteckiger Pavillon | Liebethaler Grund (Karte)                     | 4. Viertel 19. Jh. (Gartenpavillon)                               | Achteckiger Pavillon, Treppen und Podeste in parkähnlicher Anlage, mit Einfriedungsmauer und Terrassenanlage mit Balustrade; gartenkünstlerisch von Bedeutung. | 09221267 |
|                                         | Wohnhaus | Liebethaler Grund 21 (Karte)                  | bezeichnet 1849 (Wohnhaus)                                        | baugeschichtlich von Bedeutung, ein Gründerzeitgebäude | 09221264 |
| Weitere Bilder                          | Liebethaler Mühle; Pappenfabrik Liebethal                                                                                                | Liebethaler Grund 22 (Karte)                  | 1826 (Mühle), 1907 (Dampferzeuger)                                | Mühle, später Pappenfabrik, gesamte Anlage mit allen Gebäuden und technischen Einrichtungen, darunter das hohe Mühlengebäude, Stützmauern, Reste des Mühlgrabens und Wehr mit Ablassschütz, der Mühlenkanal, von der Ausstattung im Kesselhaus zwei historische Dampferzeuger; ortsgeschichtlich und technikgeschichtlich von Bedeutung   | 09220556 |
| Direkt Bild zu diesem Denkmal hochladen | Wohnhaus | Liebethaler Grund 24 (Karte)                  | bezeichnet 1849 (Wohnhaus)                                        | baugeschichtlich von Bedeutung, mit Lisenengestaltung, im Mittelrisalit Drillingsfenster | 09221265 |
| Direkt Bild zu diesem Denkmal hochladen | Brücke über die Klemnitz | Liebethaler Grund 25 (bei) (Karte)            | 19. Jh. (Brücke)                                                  | baugeschichtlich und technikgeschichtlich von Bedeutung, Sandsteinbogenbrücke | 09221266 |
| Weitere Bilder                          | Wegestein | Liebethal (Karte)                             | 1. Hälfte 19. Jh. (Wegestein)                                     | verkehrsgeschichtlich von Bedeutung | 09221271 |
|                                         | Brücke über die Wesenitz | Liebethal (Karte)                             | 19. Jh. (Brücke)                                                  | baugeschichtlich, technikgeschichtlich und verkehrsgeschichtlich von Bedeutung, Sandsteinbogenbrücke | 09221263 |
|                                         | Bauernhof mit Wohnhaus und Scheune, sowie Pflasterung im Hof                                                                             | Porschendorfer Straße 1 (Karte)               | 1746 (Bauernhof)                                                  | baugeschichtlich und wirtschaftsgeschichtlich von Bedeutung, der Giebel des Wohnhauses dekorativ verschiefert | 09221243 |
| Direkt Bild zu diesem Denkmal hochladen | Wohnhaus | Porschendorfer Straße 6 (Karte)               | um 1850 (Wohnhaus)                                                | Obergeschoss Fachwerk, baugeschichtlich und sozialgeschichtlich von Bedeutung | 09221248 |
| Direkt Bild zu diesem Denkmal hochladen | Wohnhaus | Porschendorfer Straße 9 (Karte)               | um 1850 (Wohnhaus)                                                | Obergeschoss zum Teil Fachwerk, Giebel verbrettert, baugeschichtlich und sozialgeschichtlich von Bedeutung | 09221249 |
| Direkt Bild zu diesem Denkmal hochladen | Bauernhof mit Wohnstallhaus (vermutlich Fachwerk, traufseitig verputzt, giebelseitig verschiefert) und Scheune, sowie Pflasterung im Hof | Porschendorfer Straße 10 (Karte)              | 2. Hälfte 19. Jh. (Bauernhof)                                     | baugeschichtlich und wirtschaftsgeschichtlich von Bedeutung, dekorative Giebelverschieferung | 09221253 |
|                                         | Wegweiser | Zum Malerweg (Karte)                          | 19. Jh. (Wegestein)                                               | verkehrsgeschichtlich von Bedeutung; sandsteinerner Wegweiser | 09223280 |
| Direkt Bild zu diesem Denkmal hochladen | Brücke über die Klemnitz | Zum Malerweg 2 (bei) (Karte)                  | 19. Jh. (Brücke)                                                  | baugeschichtlich und technikgeschichtlich von Bedeutung, Sandsteinbogenbrücke | 09221262 |
| Direkt Bild zu diesem Denkmal hochladen | Wohnhaus (Fachwerk, z.T. verkleidet) | Zum Malerweg 4 (Karte)                        | um 1800 (Wohnhaus)                                                | baugeschichtlich und sozialgeschichtlich von Bedeutung | 09221269 |
| Direkt Bild zu diesem Denkmal hochladen | Torpfeiler und Relief über der Haustür                                                                                                   | Zum Malerweg 7 (Karte)                        | vermtl. 1836 (Relief); 2. Hälfte 19. Jh. (Bauernhof)              | heimatgeschichtlich von Bedeutung | 09221275 |
| Direkt Bild zu diesem Denkmal hochladen | Wohnhaus | Zum Malerweg 8 (Karte)                        | 1. Hälfte 19. Jh. (Bauernhaus)                                    | sozialgeschichtlich von Bedeutung | 09221274 |
|                                         | baugeschichtlich und wirtschaftsgeschichtlich von Bedeutung                                                                              | Zum Malerweg 10 (Karte)                       | um 1870 (Dreiseithof)                                             | Dreiseithof mit Wohnstallhaus, zwei Scheunengebäuden, Hofpflasterung, Hofmauer und Einfahrtspfeiler | 09301263 |
|                                         | Wohnhaus mit Nebengebäude | Zum Malerweg 11 (Karte)                       | bez. 1837 (Wohnhaus)                                              | baugeschichtlich von Bedeutung | 09221270 |
| Direkt Bild zu diesem Denkmal hochladen | Wohnhaus | Zum Malerweg 13 (Karte)                       | 1. Hälfte 19. Jh. (Bauernhaus)                                    | baugeschichtlich und sozialgeschichtlich von Bedeutung, im Giebel Spitzbogenfenster | 09221272 |
|                                         | Dreiseithof mit Wohnstallhaus, zwei Scheunen, Hofmauer mit Torpfeilern und der Sandstein-Stützmauer entlang der Straße                   | Zur Schäferei 4 (Karte)                       | Wohnstallhaus bez. 1872 (Wohnstallhaus)                           | baugeschichtlich, ortsbildprägend und wirtschaftsgeschichtlich von Bedeutung, großer geschlossen erhaltener Bauernhof, im Giebel des Wohnstallhauses Palladio-Motiv und Vierpass-Rundfenster | 09221268 |

### Mockethal
| Bild                                    | Bezeichnung | Lage                               | Datierung                                                                      | Beschreibung | ID       |
| --------------------------------------- | --- | ---------------------------------- | ------------------------------------------------------------------------------ | --- | -------- |
|                                         | Denkmalschutzgebiet Rundling Mockethal (Vorschlag) | Am Rundling (Karte)                | 18./19. Jh., in der Anlage älter (Denkmalschutzgebiet)                         | Denkmalschutzgebiet Rundling Mockethal | 09301766 |
|                                         | Zufahrtsweg aus Sandsteinplatten zum Rundling | Am Rundling (Karte)                | Anfang 19. Jh. (Pflaster)                                                      | verkehrsgeschichtlich von Bedeutung | 09222887 |
|                                         | Bauernhof mit Wohnstallhaus (Fachwerk, verkleidet), Seitengebäude (Fachwerk) und Scheune                                                                | Am Rundling 3 (Karte)              | bezeichnet 1795 (Bauernhof)                                                    | baugeschichtlich und sozialgeschichtlich von Bedeutung | 09221016 |
|                                         | Bauernhaus und Stützmauer des Grundstücks | Am Rundling 4 (Karte)              | 19. Jh. (Bauernhaus)                                                           | Obergeschoss teilweise Fachwerk verbrettert, baugeschichtlich und sozialgeschichtlich von Bedeutung | 09221017 |
|                                         | Spritzenhaus | Am Rundling 5 (bei) (Karte)        | 19. Jh. (Spritzenhaus)                                                         | baugeschichtlich und ortsgeschichtlich von Bedeutung | 09221014 |
|                                         | Bauernhof mit Wohnstallhaus (Fachwerk), Seitengebäude, Scheune, Hofmauer und Einfahrtspfosten                                                           | Am Rundling 9 (Karte)              | nach 1850 (Bauernhof)                                                          | baugeschichtlich, wirtschaftsgeschichtlich und sozialgeschichtlich von Bedeutung | 09221013 |
|                                         | Bauernhof mit Wohnhaus, Seitengebäude und Scheune | Am Rundling 10; 10a; 10b (Karte)   | bezeichnet 1789 (Bauernhof)                                                    | Bauernhof mit Wohnhaus (Fachwerk verkleidet), Seitengebäude, Scheune, Hofmauer mit Torbogen und Pforte, allen Pflasterungen aus Sandsteinplatten und den Stützmauern vor dem Wohnhaus; baugeschichtlich, wirtschaftsgeschichtlich und sozialgeschichtlich von Bedeutung, ortsbildprägende Toreinfahrt, im Schlussstein ein Pferderelief | 09221012 |
|                                         | Bauernhof mit Wohnstallhaus, Scheune, Hofpflasterung, Stützmauer des Vorgartens und Einfahrtspfeilern zum Hof                                           | Am Rundling 11 (Karte)             | 19. Jh. (Bauernhof)                                                            | baugeschichtlich, sozialgeschichtlich und wirtschaftsgeschichtlich von Bedeutung, im Giebel des Wohnhauses platzbildprägendes Palladio-Motiv | 09220724 |
|                                         | Bauernhof mit Wohnstallhaus, Scheune, Seitengebäude, Stützmauern des Vorgartens und Einfahrtspfeilern zum Hof                                           | Am Rundling 12 (Karte)             | ab 18. Jh. (Bauernhof)                                                         | baugeschichtlich, sozialgeschichtlich und wirtschaftsgeschichtlich von Bedeutung, im Giebel des Wohnhauses platzbildprägendes Doppel-Rundbogenfenster | 09221011 |
|                                         | Bauernhof mit Wohnstallhaus, Scheune, Stall, Hofmauer und Einfahrtspfeilern zum Hof                                                                     | Am Rundling 13 (Karte)             | bezeichnet 1855 (Wohnstallhaus)                                                | baugeschichtlich, sozialgeschichtlich und wirtschaftsgeschichtlich von Bedeutung, am Wohnhaus schönes Eingangsportal mit gerader Verdachung, im Giebel des Wohnhauses platzbildprägendes Palladio-Motiv | 09221010 |
|                                         | Bauernhof mit Wohnstallhaus, Scheune, Hofmauer und Einfahrtspfeilern zum Hof                                                                            | Am Rundling 14 (Karte)             | 4. Viertel 19. Jh. (Bauernhof)                                                 | baugeschichtlich, sozialgeschichtlich und wirtschaftsgeschichtlich von Bedeutung, im sandsteinernen Giebel des Wohnhauses Palladio-Motiv und kleines Vierpass-Fenster | 09221009 |
|                                         | Bauernhof mit Wohnstallhaus (teilweise Fachwerk, verbrettert), Seitengebäude, Scheune, Einfahrtspfeilern zum Hof, Brunnenhaus im Hof und Hofpflasterung | Am Rundling 15 (Karte)             | bezeichnet 1775 (Wohnstallhaus), bezeichnet 1853 (Scheune), 1948 (Brunnenhaus) | baugeschichtlich, sozialgeschichtlich und wirtschaftsgeschichtlich von Bedeutung, im sandsteinernen Giebel des Seitengebäudes Palladio-Motiv | 09221008 |
|                                         | Bauernhof mit Wohnstallhaus (Fachwerk, verbrettert), Scheune und Hofmauer mit Torbogen und Pforte                                                       | Am Rundling 16 (Karte)             | 18. Jh. (Bauernhof)                                                            | baugeschichtlich, sozialgeschichtlich und wirtschaftsgeschichtlich von Bedeutung, platzbildprägende Hofwand mit Toreinfahrt | 09221007 |
|                                         | Bauernhof mit Wohnstallhaus (Fachwerk teils verputzt, teils verbrettert), Scheune, Hofpflasterung und Einfahrtspfeiler zum Hof                          | Am Rundling 17 (Karte)             | bezeichnet 1882 (Bauernhof)                                                    | baugeschichtlich, sozialgeschichtlich und wirtschaftsgeschichtlich von Bedeutung | 09221006 |
|                                         | Bauernhof mit Wohnstallhaus (Giebel verbrettert), Scheune, Stallgebäude, Einfahrtspfeilern und den Sandsteinplatten auf dem Hof                         | Am Rundling 18 (Karte)             | 1876 (Auskunft)                                                                | baugeschichtlich, sozialgeschichtlich und wirtschaftsgeschichtlich von Bedeutung | 09221005 |
|                                         | Säulen der Hofeinfahrt und Reste der Hofmauer eines ehem. Bauernhofes                                                                                   | Am Rundling 19 (Karte)             | bezeichnet 1879 (Toreinfahrt)                                                  | baugeschichtlich von Bedeutung | 09221004 |
|                                         | Bauernhof mit Wohnstallhaus (Fachwerk), Seitengebäude, Hofmauer und Stützmauer zum seitlich gelegenen Weg                                               | Am Rundling 20 (Karte)             | 2. Drittel 19. Jh. (Bauernhof)                                                 | baugeschichtlich und sozialgeschichtlich von Bedeutung | 09221003 |
|                                         | Bauernhof mit Wohnhaus (Fachwerk verschiefert), Seitengebäude, Hofmauer, Stützmauer des Vorgartens und Einfahrtspfeilern zum Hof                        | Am Rundling 21 (Karte)             | um 1850 (Bauernhof)                                                            | baugeschichtlich und sozialgeschichtlich von Bedeutung | 09221002 |
|                                         | Bauernhof mit Wohnstallhaus, Scheune und Sandsteinplatten auf dem Hof                                                                                   | Am Rundling 22 (Karte)             | bezeichnet 1881 (Wohnstallhaus)                                                | baugeschichtlich, wirtschaftsgeschichtlich und sozialgeschichtlich von Bedeutung, am Wohnhaus schönes Eingangsportal mit Verdachung | 09221001 |
| Direkt Bild zu diesem Denkmal hochladen | Wohnhaus und Stützmauer des Grundstücks | Arthur-Thiermann-Straße 2 (Karte)  | 1890er Jahre (Wohnhaus)                                                        | Obergeschoss Fachwerk, verputzt, baugeschichtlich und sozialgeschichtlich von Bedeutung | 09220958 |
| Direkt Bild zu diesem Denkmal hochladen | Wohnhaus und Stützmauer des Grundstücks | Arthur-Thiermann-Straße 3 (Karte)  | um 1800 (Wohnhaus)                                                             | baugeschichtlich und sozialgeschichtlich von Bedeutung | 09221025 |
|                                         | Wohnhaus (zwei im Winkel aneinander gebauten Teilen, eines davon Umgebinde) und Stützmauer des Grundstücks                                              | Arthur-Thiermann-Straße 4 (Karte)  | Anfang 19. Jh. (Wohnhaus)                                                      | baugeschichtlich, hausgeschichtlich und sozialgeschichtlich von Bedeutung, für die Gegend seltenes Umgebindehaus | 09221024 |
|                                         | Wohnhaus mit Stützmauer | Arthur-Thiermann-Straße 18 (Karte) | um 1905 (Wohnhaus)                                                             | baugeschichtlich von Bedeutung, im Heimatstil (mit Verbretterung) | 09221018 |
|                                         | Gasthof Grauer Storch: Ehem. Gasthof mit Hauptbau und Saalgebäude                                                                                       | Arthur-Thiermann-Straße 22 (Karte) | 1890er Jahre (Gasthof)                                                         | baugeschichtlich und ortsgeschichtlich von Bedeutung, ein Gründerzeitbau | 09220997 |
|                                         | Schule Mockethal: Ehem. Schulbau | Wehlener Straße 16 (Karte)         | bezeichnet 1886 (Schule)                                                       | baugeschichtlich und ortsgeschichtlich von Bedeutung | 09220999 |

### Posta (Nieder- und Oberposta)
| Bild                                    | Bezeichnung                                                                                                 | Lage                            | Datierung                                                               | Beschreibung | ID       |
| --------------------------------------- | --- | ------------------------------- | ----------------------------------------------------------------------- | --- | -------- |
|                                         | Gehöft mit Wohnhaus (Fachwerk) und Nebengebäude (Fachwerk)                                                  | Niederposta 1 (Karte)           | 1. Drittel 19. Jh. (Wohnhaus)                                           | baugeschichtlich und sozialgeschichtlich von Bedeutung, ortsbildprägende Lage an der Elbe | 09220979 |
|                                         | Wohnhaus, ehemals Burglehn-Schänke, mit Stützmauern und Außentreppe                                         | Niederposta 2 (Karte)           | 18. Jh. (Wohnhaus)                                                      | baugeschichtlich und ortsgeschichtlich von Bedeutung, ortsbildprägende Lage nahe der Elbe | 09220961 |
|                                         | Wohnhaus, mit Stützmauern und Treppen                                                                       | Niederposta 4 (Karte)           | 1890er Jahre (Wohnhaus)                                                 | baugeschichtlich und städtebaulich von Bedeutung | 09220955 |
| Direkt Bild zu diesem Denkmal hochladen | Wohnhaus (bestehend aus zwei Flügeln), mit Stützmauern                                                      | Niederposta 4b (Karte)          | bezeichnet 1777 (Wohnhaus)                                              | baugeschichtlich und sozialgeschichtlich von Bedeutung | 09220954 |
| Direkt Bild zu diesem Denkmal hochladen | Wohnhaus, mit Stützmauern                                                                                   | Niederposta 9 (Karte)           | 1890er Jahre (Wohnhaus)                                                 | Obergeschoss Fachwerk verputzt, baugeschichtlich und sozialgeschichtlich von Bedeutung | 09220957 |
| Direkt Bild zu diesem Denkmal hochladen | Wohnhaus | Niederposta 11 (Karte)          | 18. Jh. (Wohnhaus)                                                      | baugeschichtlich und sozialgeschichtlich von Bedeutung | 09220956 |
| Direkt Bild zu diesem Denkmal hochladen | Wohnhaus | Niederposta 13 (Karte)          | 18. Jh. (Wohnhaus)                                                      | baugeschichtlich und sozialgeschichtlich von Bedeutung | 09220962 |
|                                         | Wohnhaus (Nr.14) mit jüngerem Loggienvorbau (wahrscheinlich für eine Gaststätte) und Seitenflügel (Nr. 13a) | Niederposta 13a; 14 (Karte)     | 18. Jh. (Wohnhaus)                                                      | baugeschichtlich und ortsgeschichtlich von Bedeutung, Wohnhaus mit barockem Korbbogenportal, ortsbildprägende Lage nahe der Elbe | 09220960 |
|                                         | Wohnhaus im hinteren Grundstücksbereich                                                                     | Oberposta 3 (Karte)             | 2. Hälfte 18. Jh. (Wohnhaus)                                            | Obergeschoss Fachwerk verputzt, baugeschichtlich und sozialgeschichtlich von Bedeutung | 09220981 |
|                                         | Villa mit Nebengebäude und Stützmauern                                                                      | Oberposta 4b (Karte)            | um 1905 (Villa)                                                         | baugeschichtlich von Bedeutung, ein Gründerzeitgebäude mit Turm und Balkonen, ortsbildprägende Lage an der Elbe | 09220983 |
|                                         | Wohnhaus mit Stützmauern                                                                                    | Oberposta 5 (Karte)             | um 1890 (Wohnhaus)                                                      | baugeschichtlich von Bedeutung, ein Gründerzeitgebäude mit Balkon, ortsbildprägende Lage an der Elbe | 09220984 |
| Direkt Bild zu diesem Denkmal hochladen | Wohnhaus (zwei im Winkel aneinandergebaute Teile, das Fachwerk verputzt)                                    | Oberposta 10 (Karte)            | 2. Hälfte 18. Jh. (Wohnhaus), anderer Teil 2. Hälfte 19. Jh. (Wohnhaus) | baugeschichtlich und sozialgeschichtlich von Bedeutung, älterer Teil mit Giebel ortsbildprägend zur Elbe | 09220985 |
| Direkt Bild zu diesem Denkmal hochladen | Wohnhaus, mit Stützmauer                                                                                    | Oberposta 14 (Karte)            | um 1600 (Bauernhaus)                                                    | Fachwerk, baugeschichtlich, hausgeschichtlich und sozialgeschichtlich von Bedeutung, ungewöhnlich altes ländliches Fachwerkgebäude mit Andreaskreuzen, das Obergeschoss vorkragend, Schwelle mit Schiffskehlen, Traufgesims mit Holzkonsolen, ortsbildprägende Lage an der Elbe | 09220986 |
|                                         | Oberpostaer Schule                                                                                          | Oberposta 14c (Karte)           | Altbau um 1850 (Schule), Neubau um 1910 (Schule)                        | Schule (bestehend aus breiterem älteren Gebäude und neuerem Bau mit Uhrturm) und Stützmauern; baugeschichtlich und ortsgeschichtlich von Bedeutung, später Wanderquartier Pirna-Posta, ortsbildprägende Lage an der Elbe                                                        | 09220987 |
|                                         | Villa mit Stützmauer                                                                                        | Oberposta 15b (Karte)           | bezeichnet 1907 (Villa)                                                 | baugeschichtlich von Bedeutung, im frühen Heimatstil (Inschrift „Carl Böhme 1907“), ortsbildprägender Fachwerkgiebel zur Elbe | 09220988 |
|                                         | Wohnhaus (bestehend aus zwei Gebäuden)                                                                      | Oberposta 23 (Karte)            | bezeichnet 1794 (Wohnhaus)                                              | baugeschichtlich und sozialgeschichtlich von Bedeutung, das schmale Hausteil mit Mansarddach und barockem Korbbogenportal, der schlichte zweite Baukörper mit Fachwerk (verputzt), ortsbildprägende Lage an der Elbe                                                            | 09220991 |
|                                         | Wohnhaus mit Stützmauern                                                                                    | Oberposta 26 (Karte)            | nach 1910 (Wohnhaus)                                                    | baugeschichtlich von Bedeutung, ein Landhaus im frühen Heimatstil, ortsbildprägende Lage an der Elbe | 09220894 |
| Direkt Bild zu diesem Denkmal hochladen | Wohnhaus | Oberposta 27 (Karte)            | nach 1800 (Wohnhaus)                                                    | baugeschichtlich und sozialgeschichtlich von Bedeutung, das Portal mit Verdachung, ortsbildprägende Lage nahe der Elbe | 09221234 |
|                                         | Wohnhaus und Stützmauer                                                                                     | Oberposta 29 (Karte)            | Ende 18. Jh. (Wohnhaus)                                                 | Obergeschoss Fachwerk verbrettert, baugeschichtlich und sozialgeschichtlich von Bedeutung, ortsbildprägende Lage an der Elbe | 09220992 |
|                                         | Wohnhaus, mit separatem Bergkeller und allen Stützmauern des Grundstücks (ehemals Weinberg)                 | Oberposta 30 (Karte)            | Anfang 19. Jh. (Wohnhaus), bezeichnet 1705 (Bergkeller)                 | baugeschichtlich und sozialgeschichtlich von Bedeutung, Haus mit Korbbogenportal, Bergkeller mit Portal von 1705, ortsbildprägende Lage an der Elbe | 09220993 |
| Direkt Bild zu diesem Denkmal hochladen | Hungerstein: Sog. Hungerstein                                                                               | Oberposta 31 (bei) (Karte)      | ab 18. Jh. (Denkmal)                                                    | heimatgeschichtlich von Bedeutung | 09306125 |
| Weitere Bilder                          | Ulanen-Denkmal                                                                                              | Oberposta 31 (bei) (Karte)      | vor 1914 (Denkmal)                                                      | Denkmal für 11 Ulanen (militärische Reiter); ortsgeschichtlich von Bedeutung, Denkmal für 11 Soldaten, die während eines Manövers beim Durchqueren der Elbe am 12. September 1911 ihr Leben ließen                                                                              | 09301671 |
|                                         | Denkmal für die Gefallenen des 1. Weltkrieges                                                               | Oberposta 31b (neben) (Karte)   | nach 1918 (Kriegerdenkmal 1. Weltkrieg)                                 | künstlerisch und ortsgeschichtlich von Bedeutung, kunstvoll teils ornamental ausgeformter Gedenkstein, auf einer Plattform mit Mauereinfriedung | 09220994 |
| Direkt Bild zu diesem Denkmal hochladen | Wohnhaus mit Stützmauern                                                                                    | Oberposta 35 (Karte)            | 1. Hälfte 19. Jh. (Wohnhaus)                                            | baugeschichtlich und sozialgeschichtlich von Bedeutung, ortsbildprägende Lage an der Elbe | 09220014 |
| Direkt Bild zu diesem Denkmal hochladen | Wohnhaus | Oberposta 36 (Karte)            | Ende 18. Jh. (Wohnhaus)                                                 | Obergeschoss Fachwerk, baugeschichtlich und sozialgeschichtlich von Bedeutung, ortsbildprägende Lage an der Elbe | 09220995 |
| Direkt Bild zu diesem Denkmal hochladen | Wohnhaus mit Stützmauern                                                                                    | Oberposta 37 (Karte)            | 18. Jh. (Wohnhaus)                                                      | baugeschichtlich und sozialgeschichtlich von Bedeutung, ortsbildprägende Lage an der Elbe | 09220996 |
| Direkt Bild zu diesem Denkmal hochladen | Sandsteintreppe mit Aufzug                                                                                  | Oberposta 40 (bei) (Karte)      | 1. Hälfte 19. Jh. (Treppe)                                              | ortsgeschichtlich und ortsbildprägend von Bedeutung | 09220990 |
| Direkt Bild zu diesem Denkmal hochladen | Wohnhaus mit Stützmauern und Wegen                                                                          | Oberposta 41 (Karte)            | bezeichnet 1670 (Wohnhaus)                                              | Obergeschoss Fachwerk verputzt, baugeschichtlich und sozialgeschichtlich von Bedeutung, ortsbildprägende Lage an der Elbe | 09220002 |
| Direkt Bild zu diesem Denkmal hochladen | Sandsteintreppe                                                                                             | Oberposta 42; 42b (bei) (Karte) | 2. Hälfte 18. Jh. (Treppe)                                              | baugeschichtlich und ortsbildprägend von Bedeutung | 09220980 |
|                                         | Wohnstallhaus, mit Stützmauern und Außentreppe                                                              | Oberposta 43 (Karte)            | bezeichnet 1808 (Wohnstallhaus)                                         | baugeschichtlich und sozialgeschichtlich von Bedeutung, ortsbildprägende Lage nahe der Elbe, Schlussstein des Korbbogenportals bezeichnet „CCR 1808“ | 09220003 |
|                                         | Wohnstallhaus, mit gepflastertem Zugangsweg                                                                 | Oberposta 44 (Karte)            | Ende 18. Jh. (Wohnstallhaus)                                            | baugeschichtlich und sozialgeschichtlich von Bedeutung | 09220004 |
|                                         | Wohnhaus, Stützmauern und Treppe                                                                            | Oberposta 48 (Karte)            | bezeichnet 1868 (Wohnhaus)                                              | baugeschichtlich von Bedeutung, ehemals ein Drei-Gaupen-Haus, möglicherweise im Zusammenhang mit dem Bergbau entstanden | 09220738 |
|                                         | Wohnhaus | Oberposta 50 (Karte)            | 1. Hälfte 19. Jh. (Wohnhaus)                                            | baugeschichtlich und sozialgeschichtlich von Bedeutung, giebelständiges Haus, ortsbildprägende Lage an der Elbe | 09220012 |
| Direkt Bild zu diesem Denkmal hochladen | Wohnhaus mit hölzerner Gartenlaube                                                                          | Oberposta 51 (Karte)            | bezeichnet 1831 (Wohnhaus)                                              | baugeschichtlich und sozialgeschichtlich von Bedeutung, im Korbbogenportal bezeichnet „No. 51 CTR 1831“, ortsbildprägende Lage an der Elbe | 09220011 |
|                                         | Wohnhaus mit Außentreppe                                                                                    | Oberposta 57 (Karte)            | 1. Hälfte 19. Jh. (Wohnhaus)                                            | baugeschichtlich und sozialgeschichtlich von Bedeutung, ortsbildprägende Lage an der Elbe | 09220009 |
|                                         | Wohnhaus mit Stützmauern und Treppe                                                                         | Oberposta 58 (Karte)            | 1. Hälfte 19. Jh. (Wohnhaus)                                            | baugeschichtlich und sozialgeschichtlich von Bedeutung, ortsbildprägende Lage an der Elbe | 09220008 |
|                                         | Wohnhaus (Fachwerk, verbrettert)                                                                            | Oberposta 59 (Karte)            | um 1800 (Wohnhaus)                                                      | baugeschichtlich und sozialgeschichtlich von Bedeutung, ortsbildprägende Lage an der Elbe | 09220007 |
|                                         | Wohnhaus (Fachwerk, verputzt)                                                                               | Oberposta 60 (Karte)            | um 1770 (Auskunft)                                                      | baugeschichtlich und sozialgeschichtlich von Bedeutung, ortsbildprägende Lage an der Elbe, mit Resten einer Schmiede, ursprünglich Unterkunft für Steinbrucharbeiter | 09220006 |

### Pratzschwitz
| Bild                                    | Bezeichnung | Lage                                            | Datierung                                                               | Beschreibung | ID       |
| --------------------------------------- | --- | ----------------------------------------------- | ----------------------------------------------------------------------- | --- | -------- |
| Direkt Bild zu diesem Denkmal hochladen | Sandsteinbogenbrücke über den ehemaligen Mühlgraben                                                                    | (Karte)                                         | um 1850 (Brücke)                                                        | heimatgeschichtliche Bedeutung | 09304585 |
|                                         | Sachgesamtheit Kammergut Pratzschwitz                                                                                  | An der Hopfendarre 5; 7; 11; 13; 15; 17 (Karte) | 19. Jh. (Kammergut)                                                     | Sachgesamtheit Kammergut Pratzschwitz mit folgenden Einzeldenkmalen: Verwalter-Wohngebäude als heutiges Hauptgebäude, besteht aus zwei im Winkel aneinander gebauten Baukörpern (Waldstraße 43, 45, 45a), weiters Wohnhaus (Waldstraße 45e) sowie Wirtschaftshof mit Scheune (An der Hopfendarre 5) und drei weiteren großen Wirtschafts- oder Scheunengebäuden (An der Hopfendarre Nr. 7, 11/13 und Nr. 15/17) sowie Bruchsteinmauer um den Gutshof (ID-Nr. 09301265); ortsgeschichtlich, wirtschaftsgeschichtlich und baugeschichtlich von Bedeutung  | 09229223 |
|                                         | Kammergut Pratzschwitz: Verwalter-Wohnhaus des Kammerguts als heutiges Hauptgebäude (Einzeldenkmal zu ID-Nr. 09229223) | An der Hopfendarre 5; 7; 11; 13; 15; 17 (Karte) | 19. Jh. (Kammergutsbestandteil), 1. Hälfte 19. Jh. (Gutsverwalterhaus)  | Einzeldenkmale der Sachgesamtheit Kammergut Pratzschwitz: Verwalter-Wohnhaus (zwei Eingänge) des Kammerguts als heutiges Hauptgebäude, besteht aus zwei im Winkel aneinander gebauten Baukörpern (Waldstraße 43, 45, 45a), weiteres Wohnhaus (Waldstraße 45e) sowie Wirtschaftshof mit Scheune (An der Hopfendarre 5) und drei weiteren großen Wirtschafts- oder Scheunengebäuden (An der Hopfendarre Nr. 7, 11/13 und Nr. 15/17) sowie Bruchsteinmauer um den Gutshof; ortsgeschichtlich, wirtschaftsgeschichtlich und baugeschichtlich von Bedeutung. | 09301265 |
| Direkt Bild zu diesem Denkmal hochladen | Wohnhaus | An der Wesenitzmündung 2 (Karte)                | 1. Hälfte 19. Jh. (Wohnhaus)                                            | baugeschichtlich von Bedeutung | 09303771 |
|                                         | Milchrampe | Pratzschwitzer Straße (Karte)                   | 19./20. Jh. (Milchrampe)                                                | ortsgeschichtlich von Bedeutung | 09229984 |
| Weitere Bilder                          | Mühle Pratzschwitz | Pratzschwitzer Straße 102 (Karte)               | ab Ende 19. Jh. (Mühle)                                                 | Mühle mit großem Mühlengebäude, Verwaltungsbau, Wehranlage am Mühlgraben und daneben stehendem Bau sowie allen Einfriedungs- und Grundmauern; ortsgeschichtlich und technikgeschichtlich von Bedeutung | 09229982 |
|                                         | Straßenbrücke über den Mühlgraben                                                                                      | Pratzschwitzer Straße 102 (bei) (Karte)         | bezeichnet 1708 (Straßenbrücke)                                         | baugeschichtlich und technikgeschichtlich von Bedeutung, Sandsteinbogenbrücke | 09229983 |
|                                         | Gasthof Pratzschwitz: Gasthof mit Saalanbau                                                                            | Pratzschwitzer Straße 104 (Karte)               | um 1850 (Gasthof)                                                       | Obergeschoss Fachwerk, massiver Saalanbau, baugeschichtlich und ortsgeschichtlich von Bedeutung | 09221318 |
|                                         | Wohnstallhaus eines Bauernhofes, mit Hofmauer und Einfahrt                                                             | Pratzschwitzer Straße 106 (Karte)               | 1. Hälfte 19. Jh. (Wohnstallhaus)                                       | Obergeschoss Fachwerk, baugeschichtlich und sozialgeschichtlich von Bedeutung | 09221314 |
|                                         | Wohnstallhaus eines Bauernhofes (mit Pratzschwitzer Straße Nr. 112)                                                    | Pratzschwitzer Straße 108 (Karte)               | Ende 18. Jh. (Wohnstallhaus)                                            | baugeschichtlich und sozialgeschichtlich von Bedeutung, ortsbildprägend, vermutlich Auszüglerhaus | 09221313 |
|                                         | Torbogen eines Dreiseithofes                                                                                           | Pratzschwitzer Straße 111 (Karte)               | nachträglich bezeichnet 1692 (Toreinfahrt)                              | ortsbildprägend und baugeschichtlich von Bedeutung, der neue Torbogen des Hofes nachträglich bezeichnet 1692 | 09221310 |
| Direkt Bild zu diesem Denkmal hochladen | Wohnhaus, heute Schuppen (angebaut an ein jüngeres massives Haus Nr. 111a, dieses kein Denkmal)                        | Pratzschwitzer Straße 111b (Karte)              | um 1850 (Wohnhaus)                                                      | Fachwerkgebäude, baugeschichtlich von Bedeutung | 09221312 |
|                                         | Wohnstallhaus eines Bauernhofes (mit Pratzschwitzer Straße Nr. 108), mit Torpfeilern                                   | Pratzschwitzer Straße 112 (Karte)               | Ende 18. Jh. (Wohnstallhaus)                                            | Wohnstallhaus Obergeschoss Fachwerk verputzt, baugeschichtlich und sozialgeschichtlich von Bedeutung, ortsbildprägend | 09301801 |
|                                         | Wohnstallhaus und Seitengebäude eines Bauernhofes                                                                      | Pratzschwitzer Straße 112a; 114; 116 (Karte)    | um 1850 (Wohnstallhaus)                                                 | Wohnstallhaus mit Fachwerkobergeschoss, baugeschichtlich und sozialgeschichtlich von Bedeutung | 09221309 |
|                                         | Wohnstallhaus eines ehemaligen Dreiseithofes (mit Nr. 115)                                                             | Pratzschwitzer Straße 113 (Karte)               | Ende 18. Jh. (Wohnstallhaus)                                            | Obergeschoss Fachwerk, das Fachwerk zum Hof, die vorgeblendete Giebelfassade in Sandstein, baugeschichtlich und sozialgeschichtlich von Bedeutung | 09221307 |
|                                         | Dreiseithof mit Wohnstallhaus und Scheune                                                                              | Pratzschwitzer Straße 119 (Karte)               | um 1800 (Zweiseithof), 1. H. 19. Jh. (Wohnstallhaus), 19. Jh. (Scheune) | baugeschichtlich, wirtschaftsgeschichtlich und sozialgeschichtlich von Bedeutung | 09229985 |
|                                         | Bauernhof mit Wohnstallhaus, Scheune und Sandstein-Hofpflasterung                                                      | Pratzschwitzer Straße 122 (Karte)               | um 1800 (Bauernhof)                                                     | baugeschichtlich, wirtschaftsgeschichtlich und sozialgeschichtlich von Bedeutung | 09229986 |
|                                         | Wohnhaus eines Bauernhofs, Waagehaus mit Waage, sowie Hofpflasterung, Einfriedung und Einfahrtspfeiler                 | Pratzschwitzer Straße 124 (Karte)               | um 1912 (Bauernhof)                                                     | baugeschichtlich, wirtschaftsgeschichtlich und sozialgeschichtlich von Bedeutung | 09229987 |
|                                         | Wohnstallhaus | Pratzschwitzer Straße 125 (Karte)               | Anfang 19. Jh. (Wohnstallhaus)                                          | mit Fachwerkobergeschoss (ehemals verputzt), baugeschichtlich und sozialgeschichtlich von Bedeutung | 09221305 |
|                                         | Wohnstallhaus (Fachwerk, verputzt) eines Bauernhofes                                                                   | Pratzschwitzer Straße 126 (Karte)               | Wohnstallhaus bezeichnet 1773 (Bauernhof)                               | baugeschichtlich und sozialgeschichtlich von Bedeutung, das Wohnhaus mit barockem Korbbogenportal | 09221304 |
|                                         | Bauernhof mit Wohnstallhaus, Scheune und Schuppen                                                                      | Pratzschwitzer Straße 133 (Karte)               | Wohnstallhaus bezeichnet 1773 (Wohnstallhaus)                           | baugeschichtlich und wirtschaftsgeschichtlich von Bedeutung, barocke Inschrifttafel am Giebel | 09221302 |
|                                         | Wohnhaus | Pratzschwitzer Straße 137 (Karte)               | bezeichnet 1773 (Wohnhaus)                                              | baugeschichtlich und sozialgeschichtlich von Bedeutung | 09221301 |
|                                         | Alte Schule Pratzschwitz                                                                                               | Pratzschwitzer Straße 139 (Karte)               | Ende 19. Jh. (Schule)                                                   | Ehemaliges Schulgebäude; baugeschichtlich und ortsgeschichtlich von Bedeutung, Gründerzeitgebäude mit bemerkenswertem Portal und Uhrtürmchen im Dach | 09222650 |
|                                         | Wohnstallhaus und Scheune eines Bauernhofes, mit Hofmauer und Torpfeilern                                              | Waldstraße 1 (Karte)                            | bezeichnet 1848 (Wohnstallhaus)                                         | baugeschichtlich, wirtschaftsgeschichtlich und sozialgeschichtlich von Bedeutung, das Wohnhaus mit klassizistischen Anklängen (Akroterien als Giebelspitzen) | 09221315 |
|                                         | Wohnhaus | Waldstraße 4 (Karte)                            | Anfang 19. Jh. (Wohnhaus)                                               | Obergeschoss Fachwerk verputzt, baugeschichtlich und sozialgeschichtlich von Bedeutung | 09221317 |

### Zatzschke
| Bild                                    | Bezeichnung                                                                             | Lage                                   | Datierung                          | Beschreibung | ID       |
| --------------------------------------- | --------------------------------------------------------------------------------------- | -------------------------------------- | ---------------------------------- | --- | -------- |
| Direkt Bild zu diesem Denkmal hochladen | Wegestein                                                                               | (Karte)                                | 19. Jh. (Wegestein)                | verkehrsgeschichtlich von Bedeutung | 09254328 |
|                                         | Landhaus Weltblick                                                                      | Am Waldsaum 1; 1a (Karte)              | 19. Jh. (Wohnhaus)                 | Wohnhaus (Nr. 1) mit Nebengebäude (Nr. 1a); Wohnhaus Obergeschoss Fachwerk verbrettert, ehemaliges Bauernhaus, zum Landhaus umgebaut, baugeschichtlich und ortsentwicklungsgeschichtlich von Bedeutung | 09221023 |
|                                         | Dreiseithof mit Wohnstallhaus, zwei Seitengebäuden, Hofmauer und Einfahrtspfeilern      | Arthur-Thiermann-Straße 52 (Karte)     | bezeichnet 1854 (Wohnstallhaus)    | baugeschichtlich, sozialgeschichtlich und wirtschaftsgeschichtlich von Bedeutung, stattlicher Bauernhof, das Wohnstallhaus mit sandsteinernem Giebel, darin ein Fenster mit Palladio-Motiv             | 09221021 |
|                                         | Dreiseithof mit Wohnstallhaus, Scheune, Seitengebäude und Hofbelag mit Sandsteinplatten | Arthur-Thiermann-Straße 57; 59 (Karte) | bezeichnet 1807 (Wohnstallhaus)    | Fachwerkbauten, am Wohnstallhaus barockes Portal, Seitengebäude heute ebenfalls Wohnhaus, baugeschichtlich, sozialgeschichtlich und wirtschaftsgeschichtlich von Bedeutung                             | 09221019 |
|                                         | Gasthof Weiße Taube                                                                     | Arthur-Thiermann-Straße 58 (Karte)     | bezeichnet 1843 (Gasthof)          | Gasthof (mit Hauptgebäude und Saalgebäude); baugeschichtlich und ortsgeschichtlich von Bedeutung, im Giebel Palladio-Motiv                                                                             | 09221022 |
|                                         | Wohnstallhaus eines Bauernhofs                                                          | Arthur-Thiermann-Straße 63 (Karte)     | 2. Viertel 19. Jh. (Wohnstallhaus) | baugeschichtlich und sozialgeschichtlich von Bedeutung, sehr stattliches Wohnhaus mit verdachter Segmentbogentür                                                                                       | 09220769 |

## Ehemalige Kulturdenkmale
| Bild                                    | Bezeichnung | Lage                                           | Datierung | Beschreibung | ID |
| --------------------------------------- | ----------- | ---------------------------------------------- | --------- | ------------ | -- |
|                                         | Wohnhaus    | Mockethal, Am Rundling 8 (Karte)               |           |              |    |
|                                         | Wohnhaus    | Zatzschke, Arthur-Thiermann-Straße 59a (Karte) |           |              |    |
|                                         | Bauernhof   | Zatzschke, Arthur-Thiermann-Straße 61 (Karte)  |           |              |    |
| Direkt Bild zu diesem Denkmal hochladen | Wohnhaus    | Graupa, Bonnewitzer Straße 3 (Karte)           |           |              |    |
|                                         | Wohnhaus    | Copitz, Fährstraße 8 (Karte)                   |           |              |    |
|                                         | Wohnhaus    | Copitz, Lohmener Straße 1 (Karte)              |           |              |    |
| Weitere Bilder                          | Wohnhaus    | Copitz, Niederleite 2 (Karte)                  |           |              |    |